# Collezione Peretti

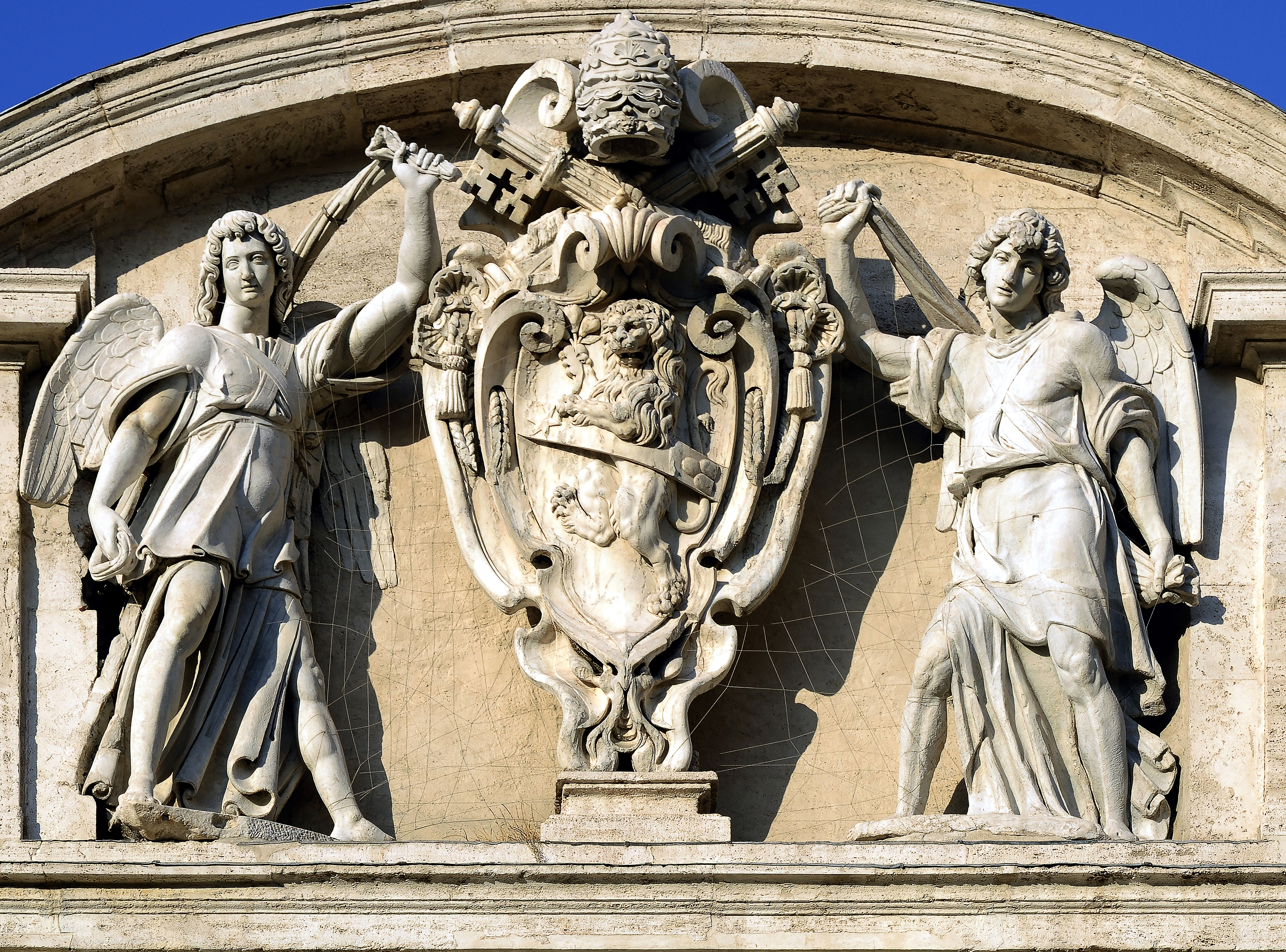
Stemma papale di Sisto V Peretti sulla fontana dell'Acqua Felice a Roma

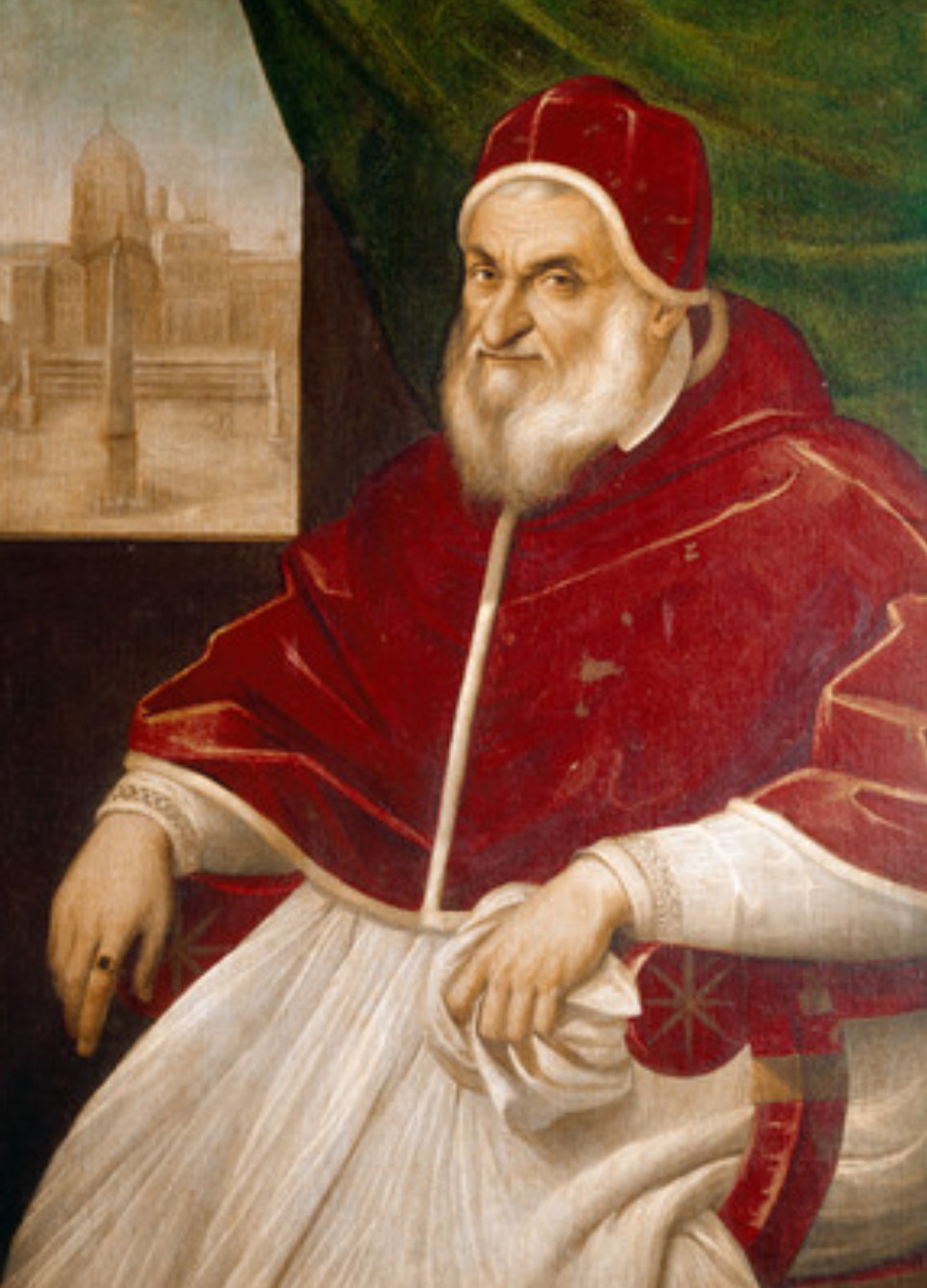
Pietro Fachetti, Ritratto di Sisto V, Musei Vaticani, Città del Vaticano

La collezione Peretti (o anche Montalto) è stata una collezione di opere d'arte databile alla prima metà del Seicento, frutto del mecenatismo del cardinale Alessandro Damasceni Peretti, pronipote di papa Sisto V.
La collezione costituiva una delle più importanti raccolte artistiche di Roma, comprendendo opere sia pittoriche che d'antichità, oggi frazionate in vari musei e raccolte private del mondo. A causa dell'estinzione della linea familiare pressoché precoce (l'ultimo esponente del casato fu proprio il pontefice), con l'alternanza di rami familiari sulla linea materna la collezione ha perso già sul finire del Seicento la propria integrità. Le opere che facevano parte della collezione comprendevano dipinti del Cavalier d’Arpino, Sofonisba Anguissola, Antiveduto Grammatica, Giovanni Baglione, Daniele da Volterra, Antonio Tempesta, Annibale Carracci, Guido Reni, Lanfranco, Domenichino, Guercino, nonché sculture di Giovan Lorenzo Bernini e di Giuliano Finelli.

## Storia

### Cinquecento

#### La salita al soglio pontificio di Felice Peretti (Sisto V)

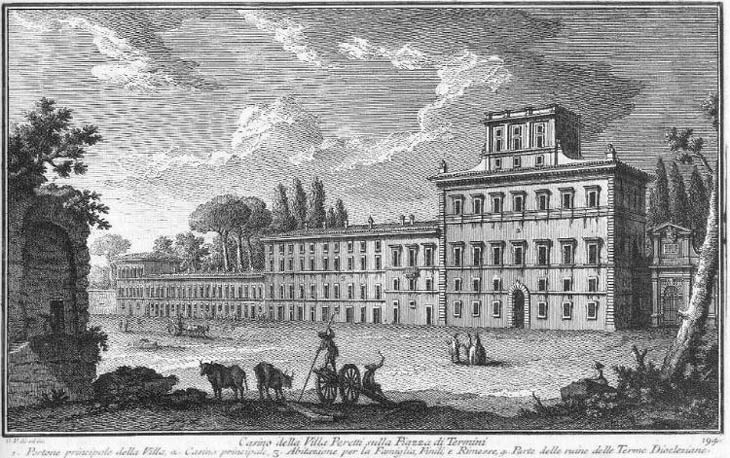
Il casino Felice di villa Montalto, Roma

Inizialmente il cardinale Felice Peretti (che aggiunse al cognome Montalto, in rappresentanza del luogo di origine), nato a Grottammare, si stanziò a Roma presso il palazzo della Cancelleria, dov'erano collocati gli appartamenti di loro spettanza che furono allargati nel 1573 con l'acquisto da Pier Francesco Costa di una proprietà adiacente.
Tra il 1576 e il 1580 il cardinale entrò in possesso di una serie di vigne situate tra il Quirinale, Viminale e l'Esquilino: decise quindi di far edificare la villa, composta da un palazzo (alle Terme) e da un casino (Felice), destinata al soggiorno estivo, lontano dal centro urbano, com'era uso fare per le famiglie patrizie romane. Il progetto fu affidato a Domenico Fontana che intraprese i lavori tra il 1578 e il 1581, anni in cui coincise il trasferimento del porporato dal palazzo della Cancelleria all'edificio in costruzione. I lavori ad affresco dei due corpi di fabbrica presenti risalgono pressoché quasi tutti a questi anni, commissionati dallo stesso cardinale.
Nel 1585 Felice viene eletto papa, assumendo il nome di Sisto V: le fortune della famiglia, che originariamente erano umili, prendono così una svolta definitiva. Il papa rimane a vivere nella villa di Montalto, che amplia tra il 1586 e il 1589 grazie all'acquisto di alcuni lotti di terra limitrofi secondo progetti realizzati ancora da Domenico Fontana. I lavori volti alla riqualificazione di tutta l'area che seguirono videro la realizzazione dell'acquedotto Felice, di cui la fontana omonima (o del Mosè) commissionata questa volta a Giovanni Fontana (fratello di Domenico) nei pressi delle Terme di Diocleziano ne testimonia la celebrazione al Peretti per l'opera urbanistica.

#### Il cardinal nipote Alessandro Damasceni Peretti di Montalto

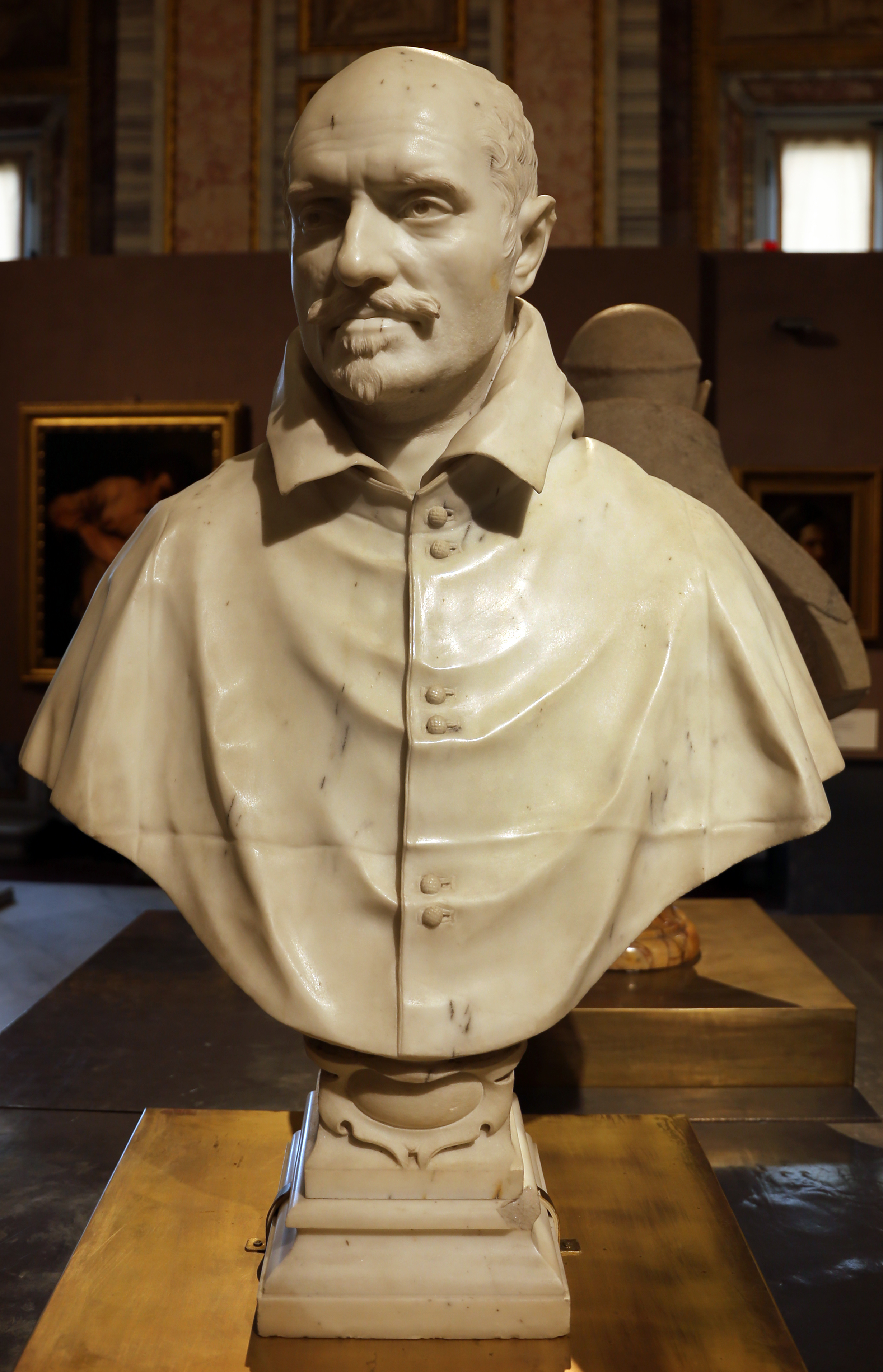
Gian Lorenzo Bernini, Busto del cardinale Alessandro Peretti Montalto, Kunsthalle, Amburgo

Privo di nipoti sulla linea maschile diretta, il pontefice un mese dopo la sua elezione nominò cardinale il pronipote Alessandro Damasceni, quattordicenne, avviato alla carriera ecclesiastica così in giovane età per volontà dello stesso prozio. Alessandro era figlio di Fabio Damasceni, un mercante romano descritto dalle fonti antiche non particolarmente facoltoso e non nelle simpatie di Sisto V, quest'ultimo che per questi motivi chiese che i quattro figli portassero il cognome Peretti, così da dare seguito ai successi familiari che il papa stava instillando nell'aristocrazia locale.

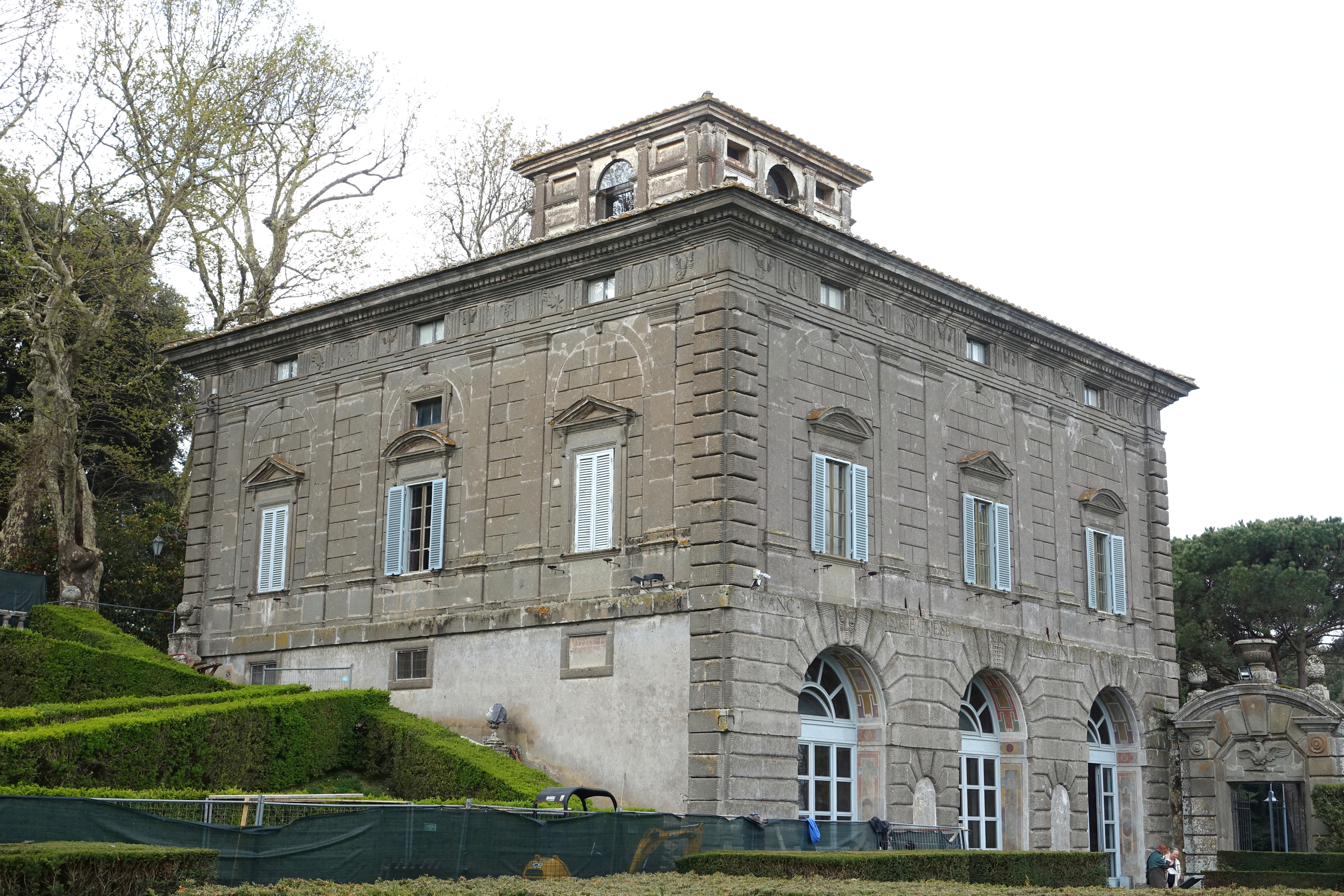
Palazzina Montalto, Bagnaia

In prima battuta Alessandro si interessò di completare i progetti immobiliari in corso d'opera promossi dal prozio, quindi supervisionò i lavori di restauro al palazzo della Cancelleria che fu ampliato annettendo diversi appartamenti di un palazzo adiacente che fu dei Costa presso San Lorenzo in Damaso e completò nel 1587, quando divenne all'età di quasi 17 anni amministratore apostolico di Viterbo, il progetto a Bagnaia con la costruzione di un secondo casino, la cosiddetta palazzina Montalto. Nello stesso anno fu legato pontificio a Bologna, ruolo che assunse anche dal 1592 al 1598, anni in cui probabilmente maturò una vicinanza allo stile artistico locale, che diverrà particolarmente ricorrente nella sua quadreria. Nel 1588 acquista invece una serie di arazzi sulle imprese di Alessandro Magno, tema che ritornerà ricorrente nelle logiche mecenatiche del cardinale.
Nel 1590 intanto il pontefice muore: la villa di Roma passa in eredità dapprima alla sorella, Camilla Peretti, che tuttavia non dimorava in loco ma rimaneva nella disponibilità sita nel palazzo della Cancelleria, mentre successivamente fu trasferita in condivisione ai nipoti (figli di Camilla) Michele e il cardinale Alessandro. I due furono proattivi nel finanziare lavori di completamento della villa, dai giardini alla decorazioni dei due fabbricati, mentre il cardinale fu anche il fautore della collezione artistica.
Alessandro ebbe garantita da Sisto V una vita agiata grazie al vitalizio annuo che gli spettava di diritto dalle rendite dei suoi feudi, ammontando a una cifra complessiva che si aggirava intorno a 100.000 scudi. Partecipò a ben sette conclavi, sapendosi destreggiare sempre tra le varie pressioni esterne (spagnole e francesi) risultando sempre credibile e affidabile ad entrambe le fazioni.
Tra le prime opere registrate nella collezione vi fu la lavagna di Daniele da Volterra con le due versioni verso-recto del David e Golia, uno dei pezzi più stimati dell'intera raccolta seppur senza informazioni su come e perché sia confluita, registrata dal 1591 nelle proprietà del cardinale col valore esorbitante di 500 scudi (mentre gli altri quadri valevano mediamente solo 25 scudi ciascuno). Nel 1592 invece è registrato l'acquisto dell'Autoritratto di Sofonisba Anguissola da Emilio de' Cavalieri.

### Seicento

#### Lo sviluppo della collezione

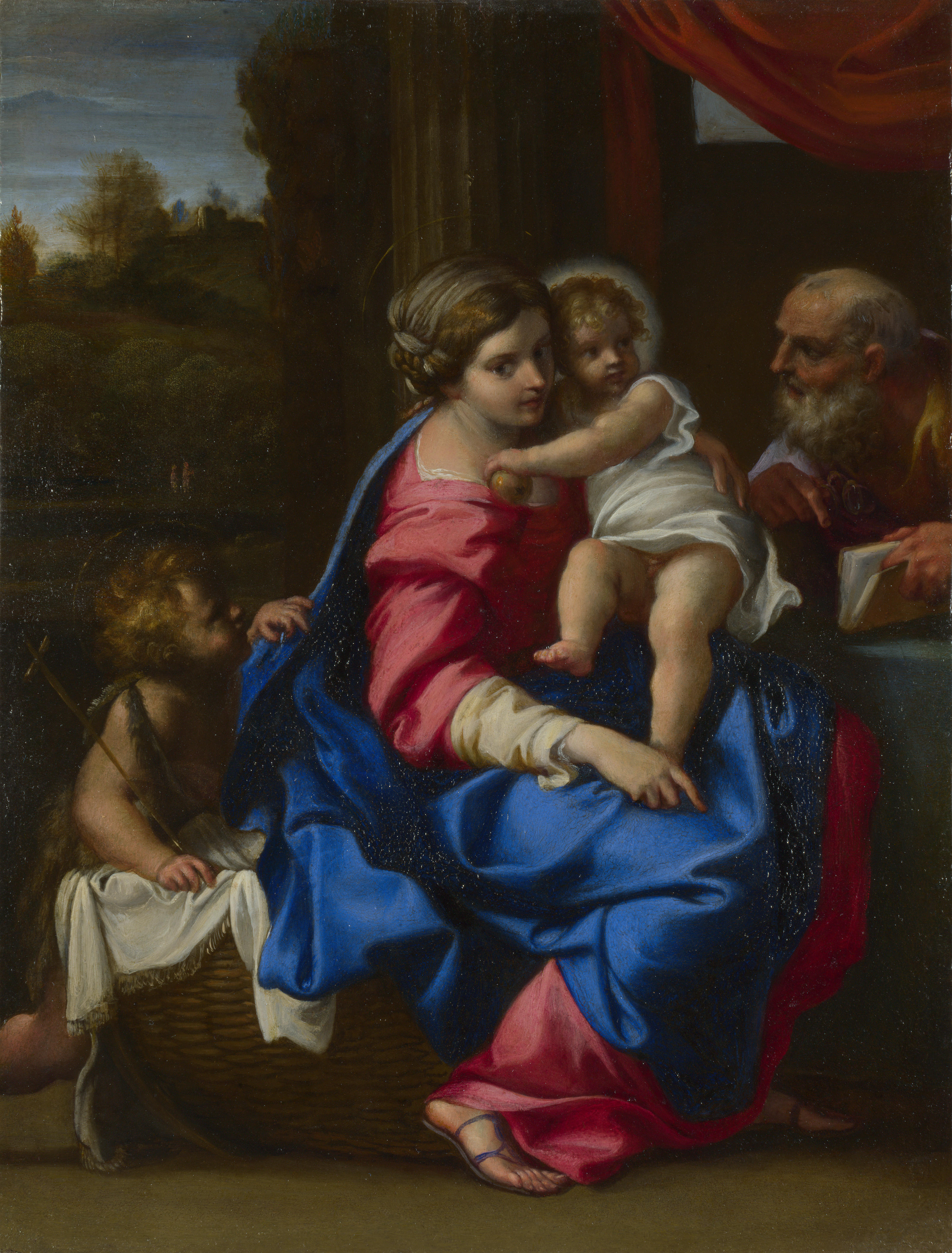
Annibale Carracci, Madonna Montalto, National Gallery, Londra

Alessandro fu la persona più influente sotto il profilo mecenatico familiare. I suoi stretti rapporti con personalità illustri del periodo, come Ottavio Costa (di cui Ruggero Tritonio, segretario di fiducia del Montalto, fu anche redattore testamentario del banchiere genovese), il cardinal Del Monte, il cardinale Pietro Aldobrandini oltre che Scipione Borghese, indirizzarono il Peretti a una spiccata sensibilità verso il fronte artistico. Al cardinale si deve sia la raccolta artistica che quella di antichità, le cui opere della quadreria (pitture o sculture moderne) venivano talvolta acquistate dal mercato d'arte talaltra commissionate in prima persona agli artisti del tempo, mentre quelle archeologiche venivano comperate direttamente da famiglie patrizie romane in difficoltà economiche, od ottenute a seguito di scavi promossi in quegli anni sotto il pontificato del prozio.
La quadreria messa in piedi dal cardinale assunse nel tempo una connotazione classicista con una sostanziale prevalenza di opere di pittori bolognesi, capitanati da Annibale Carracci e dalla sua scuola (Reni, Domenichino, Albani, Lanfranco), particolarmente apprezzati dal Peretti. Vi furono poi accanto a questi anche i pittori di scuola caravaggesca dal naturalismo filtrato con orientamenti classicisti, quali Giovanni Baglione e Antiveduto Grammatica, mentre autografi del Caravaggio non compariranno mai negli inventari della collezione Peretti. Infine figurano svariare opere del Cavalier d'Arpino, il quale già consulente per gli acquisti presso gli Aldobrandini, famiglia vicina al Peretti, probabilmente su sponsorizzazione della stessa compare negli inventari del cardinale con ben otto opere.

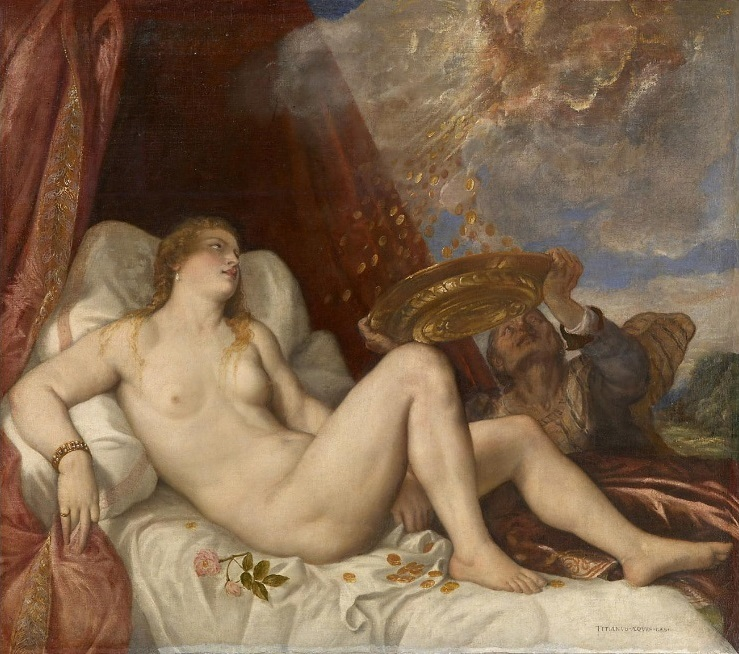
Tiziano, Danae, Kunsthistorisches Museum, Vienna

Nel 1600 il Montalto inviò all'imperatore Rodolfo II a Praga la Danae di Tiziano, oggi a Vienna. L'opera fu scelta in sostituzione di un'altra chiesta dal sovrano al cardinale già nel 1595, ossia il David e Golia (verso-recto) di Daniele da Volterra, particolarmente apprezzata ma che per via della sua "fragilità" non si riuscì a organizzare in due anni, fino al 1597, un trasporto così lungo e rischioso. Dal 1601 al 1605 il cardinale fu ancora legato pontificio a Bologna; nel 1607 questi raffredda i rapporti con Scipione Borghese a seguito della requisizione della collezione del Cavalier d'Arpino.
Tra il 1606 e il 1607 il cardinale iniziò in maniera sistematica ad occuparsi della quadreria, mentre la collezione di antichità, una delle maggiori e ragguardevoli di Roma, si sviluppò per la maggior parte, con molta probabilità, entro il 1605, prima della salita al soglio pontificio di Paolo V Borghese, in quanto il cardinal nipote Scipione poco spazio lasciava ai "rivali" in campo collezionistico. Al 1608 risultano due opere di destinazione pubblica commissionata dal Montalto: la prima avvenne dopo che entrò in contatto con Terenzio Terenzio, su suggerimento del cardinal Del Monte, il quale chiese a questi la realizzazione dell'Immacolata Concezione con i santi Francesco, Bonaventura, Margherita, l'Arcangelo Michele e il principe Michele Peretti per la chiesa di Santa Maria della Concezione a Roma, la seconda, ancor più importante sul panorama artistico romano, è rappresentata il lavoro che affida nello stesso anno all'architetto Carlo Maderno, il quale realizza la cupola nella basilica di Sant'Andrea della Valle (terza per grandezza della città), la cui decorazione del catino fu affidata al Lanfranco, mentre al Domenichino verranno chiesti gli affreschi nei peducci, nel coro e nell'abside. L'intero ciclo decorativo, completato tra il 1622 e il 1627 con la Gloria del Paradiso sotto la supervisione del cardinale Francesco Peretti, costituirà un modello per le cupole romane e italiane del Seicento.
Nel 1610 compaiono per la prima volta nei libri contabili del cardinale il Baglione e il Grammatica: il primo per la realizzazione di un San Giovanni Battista (pagato 100 scudi, oggi ad Atene) e un Ercole che fila (non rintracciato), il secondo, che ricevette in totale 250 scudi per i cinque dipinti commissionati tra il 1610 e il 1621, che eseguì un'Europa e un Ercole, probabilmente in pendant, compensate con 50 scudi complessivi, mentre nel 1611 realizza la Giuditta (oggi nel museo dell'Indiana).

Nel 1611 Alessandro commissiona a Baldassarre Croce alcuni affreschi per il palazzo alle Terme. Nel 1613 chiama alla decorazione della palazzina Montalto a Bagnaia Agostino Tassi, in esilio da Roma dopo la condanna a stupro ad Artemisia Gentileschi, il quale realizzò paesaggi con storie dell'Antico Testamento incorniciati con finte architetture a trompe-l'œil decorate con grandi figure allegoriche, vasi, angeli, mascheroni e festoni. Coevi a questi interventi vi fu anche quello del Cavalier d'Arpino, documentato tra il 1613 e il 1614, dove realizzò assieme a suoi collaboratori virtù, ninfe e scene mitologiche.

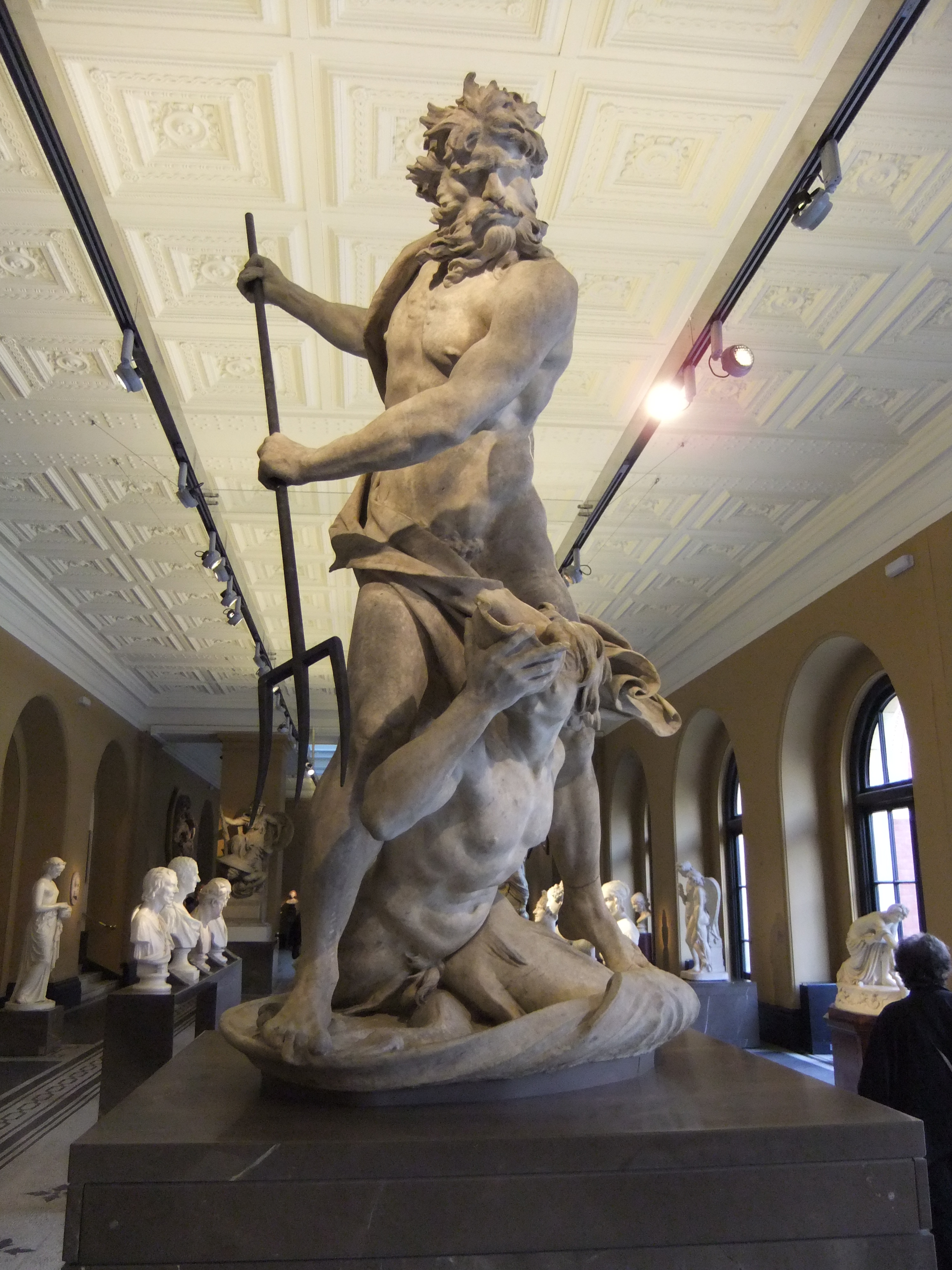
Gian Lorenzo Bernini, Nettuno e Tritone, Victoria and Albert Museum, Londra

La commessa più importante e che renderà la quadreria punto di riferimento per i forestieri in visita ai patrimoni artistici della città venne avanzata il 19 dicembre 1614, quando fu sborsato il primo acconto di 100 scudi per il ciclo di dieci ovali con Storie di Alessandro Magno. Al complesso pittorico lavorarono pressoché tutti i maggiori pittori di scuola emiliana del tempo, dal Lanfranco, all'Albani, a Sisto Badalocchio, ad Antonio Carracci, al Tempesta e infine al Domenichino, che subentrò successivamente solo nel 1616 compiendo un'undicesima scena (oltre a questi vi parteciparono anche il Baglione e il Grammatica). L'uso della figura di Alessandro Magno non era inconsueto per il cardinal nipote (dal quadro del Pomarancio, a un busto antico o agli arazzi acquistati già in giovane età) che mirava infatti attraverso le imprese del condottiero macedone elogiare e promuovere il proprio operato e la propria figura. In origine il ciclo era destinato alla villa a Bagnaia, tuttavia probabilmente per via del successo che ebbe, il cardinale preferì tenerla conservata nella sala Grande del palazzo familiare della villa romana. Il prezzo complessivo dell'intero ciclo ammontava a 1.046 scudi per i primi dieci (forse 104,6 scudi a dipinto), più 100 scudi per le cornici, a cui si aggiunsero altri 70 scudi per l'ultimo ovale del Domenichino.

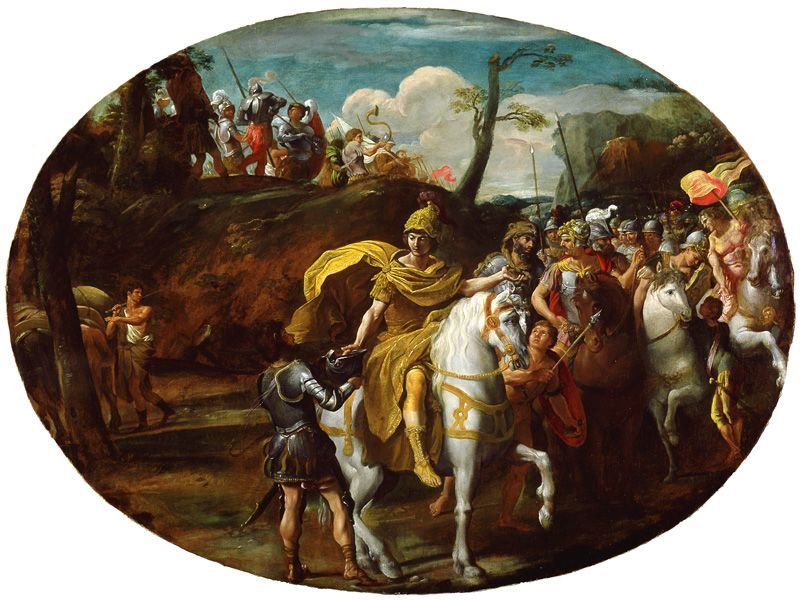
Giovanni Lanfranco, Alessandro rifiuta l'acqua, Fondazione Pietro Manodori, Reggio Emilia

Nel 1620 si registra un pagamento di 30 scudi ad Antiveduto Grammatica per un quadro non specificato, mentre l'anno seguente 70 scudi vengono elargiti allo stesso artista per una Madonna con san Sebastiano (oggi non rintracciato). Nel 1621 Alessandro chiama nuovamente Baldassarre Croce per compiere affreschi nella libreria del palazzo alle Terme, che fu pagato per l'opera 500 scudi. Tra le commesse di Alessandro figurano poi quelle avanzate ad un giovane Gian Lorenzo Bernini, di cui sono il busto del cardinale (oggi al Bode Museum di Berlino), il gruppo di Nettuno e Tritone, compiuto tra il 1622 e il 1623 per ornare la peschiera della villa sull'Esquilino (oggi al Victoria and Albert Museum di Londra) e il David, anch'esso per ornare il giardino della villa (che però non entrerà mai nella collezione poiché alla morte del cardinale di lì a breve, la commessa fu prelevata dal cardinale Scipione Borghese, da cui giunse nella collezione di famiglia e quindi oggi alla Galleria omonima di Roma).

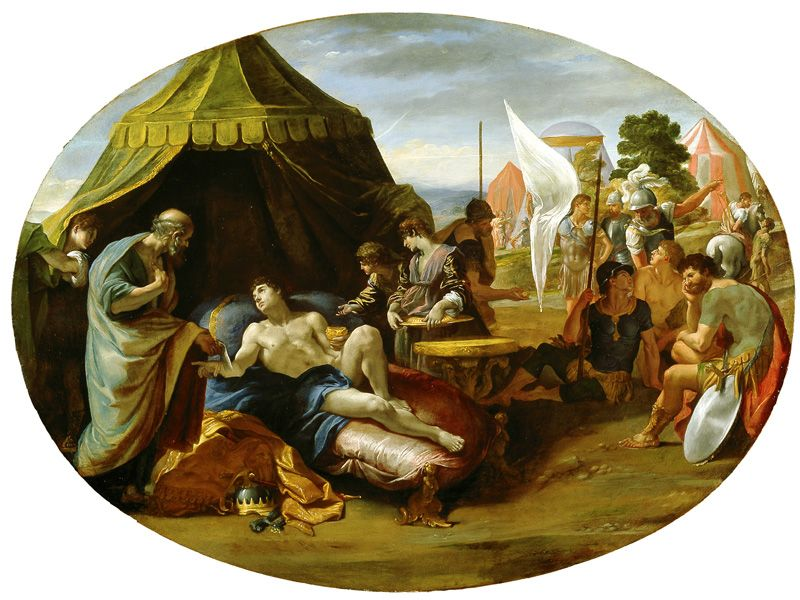
Giovanni Lanfranco, Alessandro e il medico Filippo, Fondazione Pietro Manodori, Reggio Emilia

Tra il 1620 e il 1630 viene commissionato invece dai fratelli Alessandro e Michele Peretti un gruppo di disegni ritraenti la collezione d'antichità di famiglia, che saranno racchiusi in un unico testo che prenderà il nome di Album Montalto. Si tratta in un progetto all'avanguardia per il tempo, che verrà ripreso anni dopo da altri collezionisti romani, come i Giustiniani, i Barberini, i Pamphilj e i Chigi. Il cardinale tuttavia non vedrà la fine dell'opera, poiché muore nel 1623, trasferendo quanto aveva collezionato fino a quel momento a Michele.

#### La collezione sotto Michele Damasceni Peretti (1623-1631)
Nel 1624 fu comprato dal principe Michele Peretti il palazzo nei pressi di San Lorenzo in Lucina, dove si trasferì una volta morto Alessandro, col quale condivideva finché era in vita quello della Cancelleria. Nel 1628 il nobile acquista dalla collezione del cardinale Del Monte sette quadri messi in vendita dopo la sua morte, pagati complessivamente 100 scudi. Tra questi vi erano una copia dell'Incredulità di san Tommaso del Caravaggio e due vedute del Cavalier d'Arpino, oggi tutte non rintracciate. Intorno al 1630 commissionò a Giuliano Finelli i due busti in pendant ritraenti sé stesso e il fratello Alessandro, realizzato quindi postumo, entrambi oggi a Berlino.
Nel 1630 la collezione raggiunse il massimo splendore, arrivando a contare 864 reperti di antichità e circa 700 quadri. Il merito non fu del principe, che si rilevò essere invece un collezionista molto più modesto del fratello, ma bensì del lascito del 1629 di un cugino di vario grado (Andrea Baroni Peretti) col quale viene trasferita la sua personale collezione a Francesco, figlio di Michele. I pezzi erano collocati per lo più nella villa sull'Esquilino e nel palazzo di San Lorenzo in Lucina, tuttavia diverse altre proprietà la famiglia Peretti disponeva fino a quel periodo, dal castello della Mentana (acquistato da Michele nel 1594 dagli Orsini) alla villa Tuscolana (acquistata ancora da Michele nel 1614).
Nel 1631 Michele muore e lascia la collezione al figlio cardinale Francesco.

#### La collezione sotto Francesco Damasceni Peretti (1631-1655)
Francesco, così come il padre Michele, non apportò particolari contributi alla collezione. Il suo più grande merito fu per l'appunto quello di ereditare nel 1629 la collezione del lontano parente il cardinale Andrea Baroni Peretti.
Con questo lascito confluiscono nella collezione Peretti "madre" 89 dipinti, tutti pienamente in linea sotto il profilo stilistico, a testimonianza del fatto che Andrea e Alessandro fossero vicini non solo culturalmente, ma anche materialmente, potendo il primo avere contezza visiva della raccolta che stava sviluppando il secondo. il cardinale Baroni Peretti era cugino di Michele e Alessandro, in quanto figlio di Fiore Costantini Peretti, cugina da parte di madre di Sisto V, il quale alla morte della donna (sposata in seconde nozze con Domizio Baroni Mattei di Ascoli Piceno) si trasferì a Roma al seguito delle fortune familiari acquisendo lo stemma e il cognome Peretti così come voleva il pontefice. A differenza del cardinal nipote, tuttavia, Andrea non visse una condizione curiale di particolare ricchezza: non ebbe mai una casa di proprietà e visse infatti a rendite modeste trasferendosi di volta in volta in svariati palazzi della città. L'ultima dimora in cui ha vissuto è quella a Borgo Vecchio, dove il suo testamento post mortem, di cui fu esecutore Michele, registrava 102 dipinti, un discreto numero di sculture antiche, non statue intere ma per lo più busti, e una gran quantità di argenti. Figuravano poi nell'inventario sei opere di Giovanni Lanfranco (tra cui l'Annunciazione oggi all'Ermitage, la Maddalena del Pushkin, il Giuda e Tamar della Galleria Corsini romana), altre di Giovanni Baglione (San Giovanni Battista, Cristo e Lot e le figlie), Annibale Carracci (di cui un non rintracciabile Battesimo di Cristo), Guido Reni (di cui una copia del San Sebastiano), Antiveduto Grammatica (Venere con tre amorini) più svariate opere di paesaggisti.
Le opere della collezione non subirono una particolare variazione rispetto alla collocazione originaria: erano infatti disposte nel palazzo in San Lorenzo in Lucina, dove viveva il cardinale, e nella villa Montalto sull'Esquilino. Tra i dipinti commissionati direttamente da lui figurava quella del Guercino con Sant’Agostino che medita sul mistero della Trinità, datata 1636 e oggi al Prado di Madrid, mentre un anno prima spedisce a Napoli una copia del David e Golia di Daniele da Volterra, di cui si perderà la parte verso, mentre la recto è oggi a palazzo Barberini di Roma. Il cardinale si occupò anche di finanziare gli affreschi nel palazzo al Corso, dove viveva, i quali furono realizzati da Giovanni Francesco Grimaldi e dal François Perrier.

#### Il testamento del 1655
Nel 1655 Francesco Damasceni Peretti muore: essendo cardinale ed avendo solo sorelle, rappresenta di fatto l’ultimo discendente maschile della famiglia Damasceni Peretti di Montalto. Alla sua morte fu redatto il primo inventario noto della collezione, che annoverava tra la villa sull'Esquilino e il palazzo in San Lorenzo in Lucina circa 700 quadri.

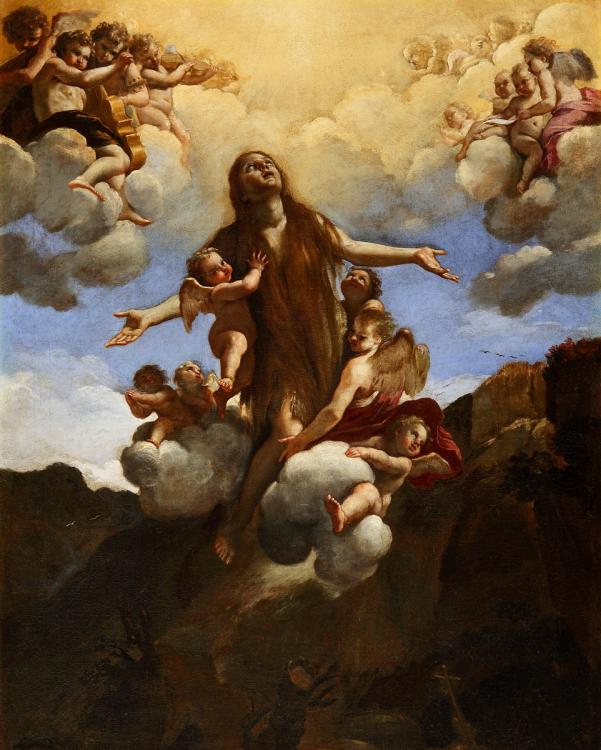
Giovanni Lanfranco, Assunzione della Maddalena, Museo Pushkin, Mosca

Secondo la critica contemporanea l'inventario dei beni di famiglia seppur postumo fotografava di fatto la situazione alla morte di Michele (1631), poiché questo contemplava le opere messe insieme dal cardinale Alessandro alla data del suo decesso (1623) con l'aggiunta di quelle del fratello e di quelle donate dal cugino cardinale Andrea Baroni Peretti Montalto nel 1629. Tuttavia appare evidente che la collezione assumeva un'organizzazione voluta dal cardinale Alessandro (ad eccezione di quelle successive a lui), che la ripartì tra i due corpi di fabbrica presenti in villa, quindi nel palazzo familiare vero e proprio, dove vennero poste opere celebrativo e di rappresentanza del casato, e nel casino, dove furono collocate opere destinate ai momenti di vita più "intima" e riservata dei Peretti.
Nel palazzo alle Terme erano presenti il dipinto su Alessandro Magno e un San Giovanni Battista del Pomarancio, ritratti ufficiali di famiglia (tra cui quello del cardinal Montalto e di Francesco), paesaggi del Civetta, scene di battaglia e un'Adorazione dei magi del Tempesta, la Maddalena e la Susanna di Terenzio Terenzi, un San Sebastiano, una Nascita di Mosè e una Creazione di Adamo ed Eva di Antiveduto Grammatica, un'Annunciazione di Parmigianino, una Madonna con santa Caterina del Cavalier d'Arpino, il busto del Bernini del cardinale Alessandro, il Sogno di Giacobbe del Cigoli, un San Giovanni Battista, un Cristo e un Lot e le figlie di Giovanni Baglione, il Giuda e Tamar , l'Annunciazione e la Maddalena del Lanfranco, un Tarquinio e Lucrezia del Palma, l'Autoritratto di Sofonisba Anguissola, un'Allegoria della Calunnia di Federico Zuccari, nature morte di Antonio Tanari, la Resurrezione di Lazzaro di Gerolamo Muziano, l'Annuncio ai pastori del Bassano, una Susanna e i vecchioni, una Venere e Cupido e una Venere e Adone tutte di Luca Cambiaso, un San Sebastiano di Marcello Venusti, una Natività del Pordenone, un Cristo che chiama san Pietro dalla barca, un Cristo e la samaritana e un Cristo, Maria Maddalena e Marta di Federico Barocci, un Dario che guarisce le inferme del Vasari, un Battesimo di Cristo dell'Albani, un San Francesco di Annibale Carracci, una Venere di Lavinia Fontana, svariate opere antiche e soprattutto il ciclo di undici ovali con le Storie di Alessandro Magno.
Nel casino Felice, riccamente decorato da affreschi con paesaggi e Storie bibliche, erano presenti la Galatea del Lanfranco, Plutone e Proserpina dell'Albani, la Venere con tre amorini e l'Europa con Giove di Antiveduto Grammatica, diversi paesaggi di Paul Bril, il celebre David e Golia (verso-recto) di Daniele da Volterra, un Ballo di putti di Lavinia Fontana, il Marte, Venere e Cupido del Guercino, la Resurrezione di Lazzaro, la Madonna con Cristo e san Giuseppe, una Susanna e una lavagna (verso-recto) con Cristo morto e Cristo portacroce tutte del Cavalier d'Arpino, una Storia di Giacobbe del Bassano, una Madonna col Bambino di Giulio Romano, diversi ritratti di famiglia, il Bacco e Arianna di Guido Reni, scene marine di Muzio Napolitano, la Madonna Montalto di Annibale Carracci e un corposo numero di opere antiche (statue, busti e altri marmi).

#### Il declino della collezione sotto il ramo Savelli Peretti (post1655)
La villa di Montalto sull'Esquilino con tutta la collezione artistica messa insieme dalla famiglia tra il 1580 e il 1655 (un'altra parte era dislocata nel palazzo di San Lorenzo in Lucina), che comprendeva dipinti, statue antiche e moderne e numerosi disegni, viene trasferita al nipote di Francesco, il cardinale Paolo Savelli Peretti, figlio della sorella Maria Felicita e di Bernardino, che per via del vincolo fidecommesso istituito dallo stesso Francesco è tenuto a portare il cognome materno.
A causa degli ingenti debiti accumulati dalla famiglia Savelli nel corso degli anni passati, il palazzo di San Lorenzo in Lucina viene venduto alla famiglia Ludovisi (che poi lo cederà nel 1680 a Marco Ottoboni, zio del noto mecenate cardinale Pietro) poco dopo il1 655 assieme ad alcune opere d'arte ivi ospitate, tra cui la scultura antica della Vecchia ubriaca oggi a Monaco di Baviera, che era registrata nell'inventario del 1655 ancora nel casino Felice e che quindi in un momento imprecisato fu trasferito nella nuova collocazione, e il Bacco e Arianna di Guido Reni.

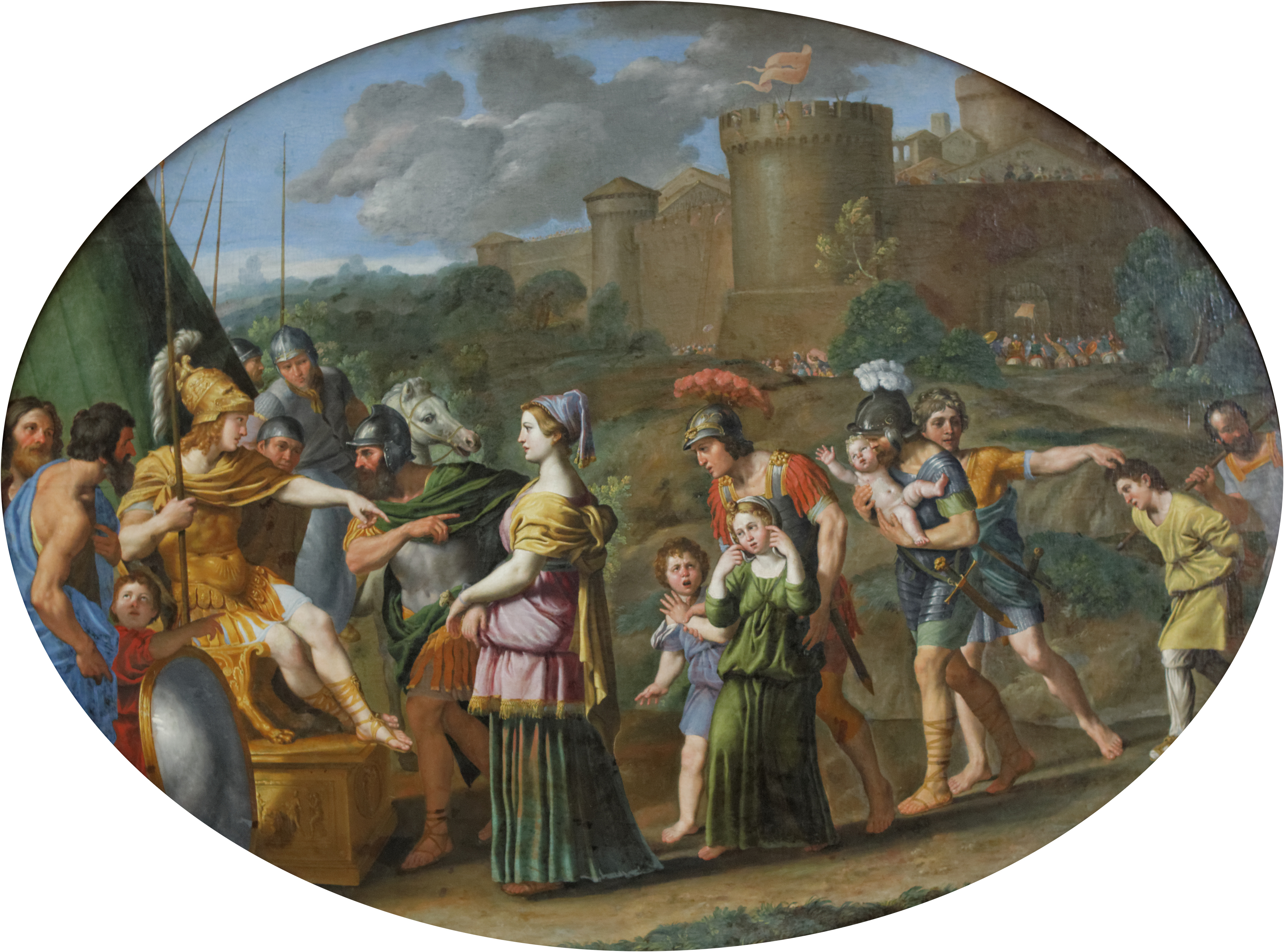
Domenichino, Timoclea prigioniera portata davanti ad Alessandro, Museo del Louvre, Parigi

Nel 1662 altre opere furono messe in vendita, tra cui sette sculture antiche che andarono nella collezione Chigi del cardinale Flavio. Altre opere pittoriche furono contestualmente alienate a un ramo viterbese della stessa famiglia (Chigi Montoro) e sono oggi confluite per logiche ereditarie entro la collezione Patrizi Montoro di Roma. Una parte fu venduta invece all'amministratore delle finanze di Francia Barthélemy Hervarte, per il tramite del pittore francese Pierre Mignard, tra cui il dipinto del Domenichino della serie su Alessandro Magno, probabilmente il più noto e riuscito, che fu quindi il primo uscire fuori dal gruppo che poi nel 1685 finirà nelle collezioni di Luigi XIV. La Madonna Montalto di Annibale Carracci passò invece per logiche ereditarie nella collezione Colonna, mentre Francesco Ghesi acquistò 66 dipinti per 1.245 scudi.
Poco prima di morire, Paolo vendette direttamente al re di Francia ulteriori opere, probabilmente interessatosi della collezione dopo l'acquisto a Parigi di quella del Domenichino. Ottenne in questa circostanza svariate opere di antichità, tra cui la statua di Cincinnato e quella di Germanico (la prima oggi Londra e la seconda ai Vaticani). Quando Paolo muore nel 1685 un ulteriore inventario viene redatto, dove si descrivono le opere antiche ancora presenti nella collezione, con lievi differenze rispetto all'inventario del 1655, mentre per la quadreria si registrano le opere presenti solo nel palazzo in San Lorenzo in Lucina, omettendo totalmente i dipinti nella villa sull'Esquilino. La collezione viene ereditata dunque dal fratello, il principe Giulio Savelli Peretti.

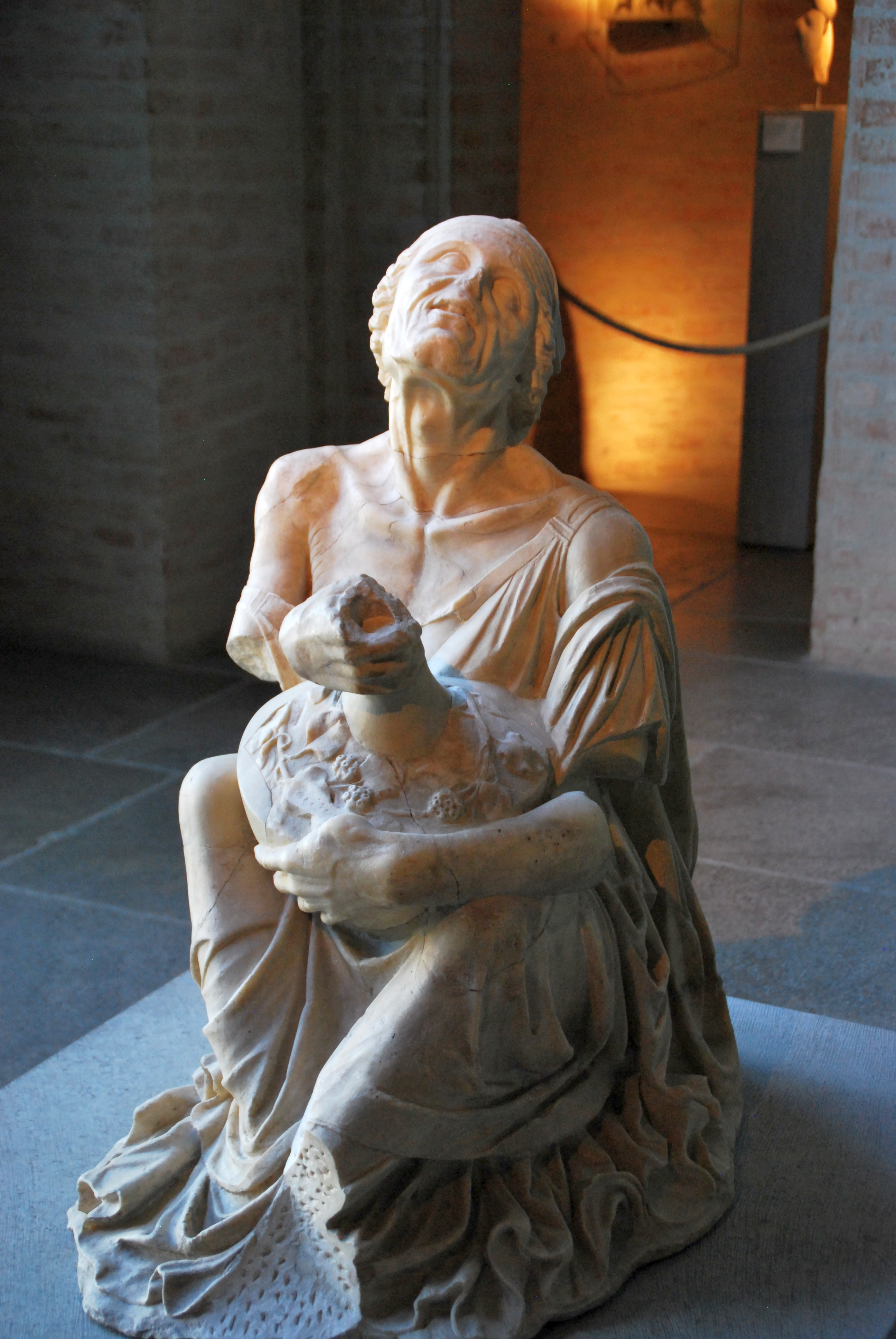
Vecchia ubriaca, Glyptothek, Monaco di Baviera

Nel 1696 Giulio Savelli procedette (dopo un tentativo invano di trovare soluzione alternativa presso il cardinale Giovanni Francesco Albani) alla vendita di altri beni Peretti, come il complesso della villa Montalto (sia il palazzo alle Terme che il casino Felice), il quale fu espropriato dalla Camera apostolica e messo all'asta coercitivamente con anche il residuo della collezione in esso custodita, di cui 115 pezzi erano quadri. Nell'inventario che viene stilato per catalogare le opere presenti oggetto della transazione, alcune storicamente che furono della collezione Peretti già non figuravano più in loco a quel momento, lasciando intendere che furono vendute già ben prima della vendita della messa all'asta del complesso. Altre opere furono invece semplicemente spostate di collocazione tra le residenze familiari, o presso il palazzo già Peretti al Corso o presso la residenza dei Savelli presso il Teatro Marcello, come la lavagna verso-recto del David e Golia di Daniele da Volterra e la Resurrezione di Lazzaro del Cavalier d'Arpino.
L'acquirente della villa Montalto fu il cardinale Giovan Francesco Negroni, che la prelevò per 70.140 scudi con dentro le opere di antichità e 133 quadri della collezione, tenendola fino alla sua morte avvenuta nel 1713.

### Settecento, Ottocento e Novecento

#### L'estinzione del ramo Savelli Peretti (1712)

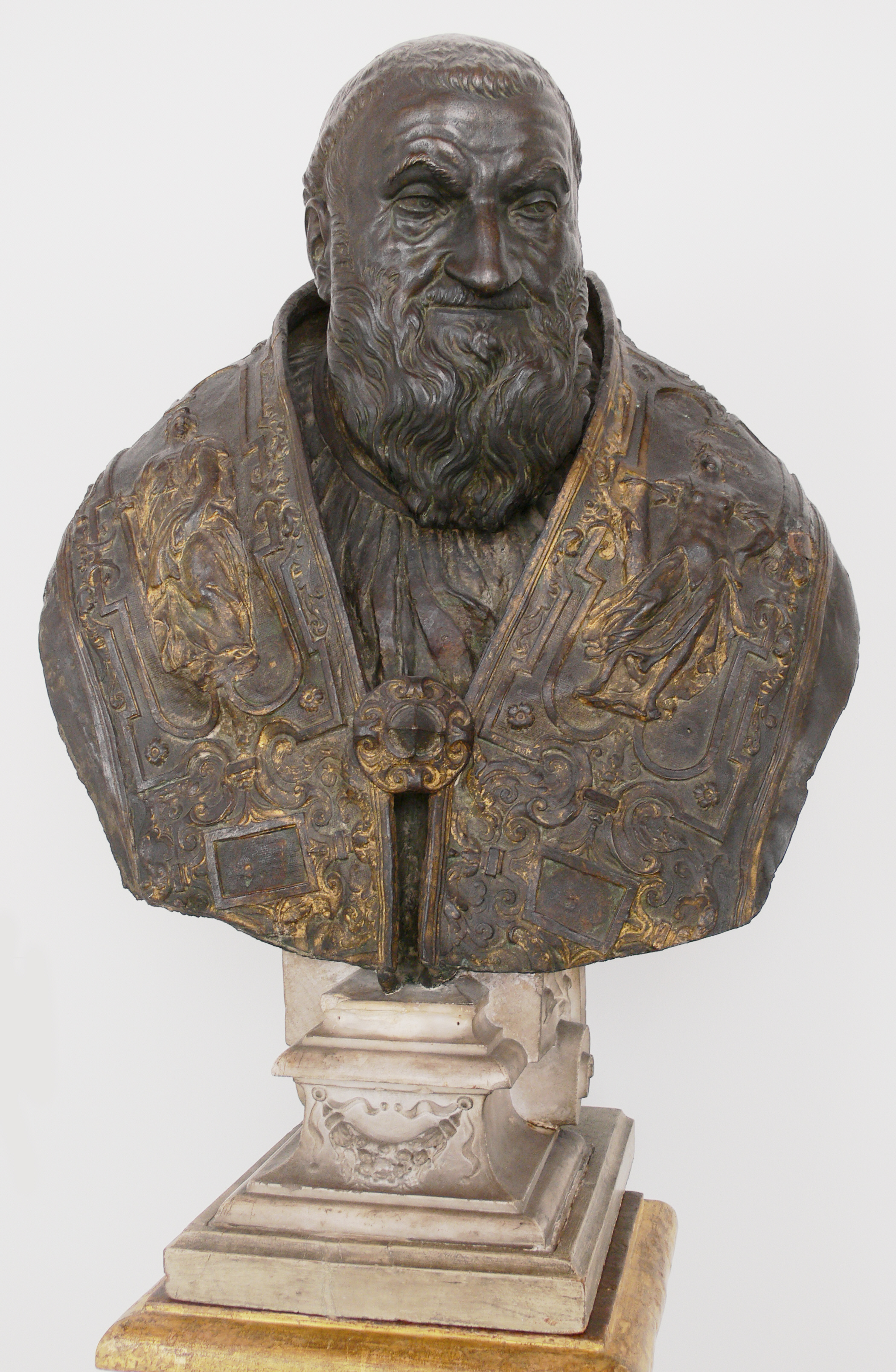
Taddeo Landini, Busto di Sisto V, Bode Museum, Berlino

Giulio Savelli morì nel 1712, senza eredi (il figlio premorì a lui già nel 1662), pertanto il casato si estinse e la collezione subì il definitivo smembramento.
La vedova Caterina Giustinani Savelli mette in vendita una cospicua parte di collezione, dai quadri, tra cui anche il David e Golia di Daniele da Volterra (valutata 60 scudi) e la Resurrezione di Lazzaro del Cavalier d'Arpino, alle sculture e ai bronzi, che fu comperata per un importo complessivo pari a 2.579,60 scudi dal mercante Andrea de Rubei. Alcune opere come la copia dell'Incredulità di san Tommaso del Caravaggio già in collezione Del Monte, valutata 15 scudi, e il Sogno di Giacobbe del Cigoli furono donate invece dalla donna al nipote Andrea Giustiniani, confluendo quindi nella collezione di famiglia.

#### La dispersione delle opere della villa Montalto (1784)
La villa Montalto fu ereditata dai nipoti del Negroni, fino a giungere nel terzo quarto del XVIII secolo ai pronipoti di casa Spinola, che però non vivendo a Roma, bensì a Genova, probabile motivo per cui alcune opere della collezione sono oggi nella città ligure (come diversi ovali con le Storie di Alessandro Magno), ebbero cattiva custodia dell'immobile. Il declino che seguì negli anni a venire fu pertanto inesorabile, raggiungendo l'apice nel 1784 quando un'ulteriore vendita traferì per 49.000 scudi la proprietà della villa in favore del mercante e uomo d'affari Giuseppe Staderini, cosa che determinò il definitivo smembramento di quelli che erano i beni Peretti.

La quadreria era già pressoché tutta svuotata prima del trasferimento, pertanto l'uomo poté rifarsi solo sulla collezione di antichità che fu venduta l'anno seguente, nel 1785, in gran parte al mercante inglese Thomas Jenkins, da cui poi giunsero successivamente in svariate raccolte europee, in particolare in quelle germaniche e polacche, tra cui quelle di Federico Guglielmo II di Prussia, che si accaparrò tramite il suo emissario a Roma, il barone Friedrich Wilhelm von Ermannsdorff, le sculture antiche come il Silvano, ma anche i busti moderni di Torrigiani, Finelli e Taddeo Landini ritraenti rispettivamente Sisto V il primo, Alessandro e Michele Peretti il secondo e ancora il pontefice il terzo (oggi tutti e tre a Berlino), di Gustavo III di Svezia, dove finì l'Iside seduta  e della principessa Izabell Elzbieta Lubomirska, che acquistò l'Autoritratto di Sofonisba Anguissola e diverse statue antiche. Nel 1786 viene venduto il gruppo del Nettuno e Tritone di Gian Lorenzo Bernini all'artista e mercante Joshua Reynolds per 2.000 zecchini. Appena qualche anno dopo, nel 1789, la villa Montalto (di cui restavano comunque ancora alcune opere della collezione originaria) fu ceduta a Camillo Francesco Massimo.

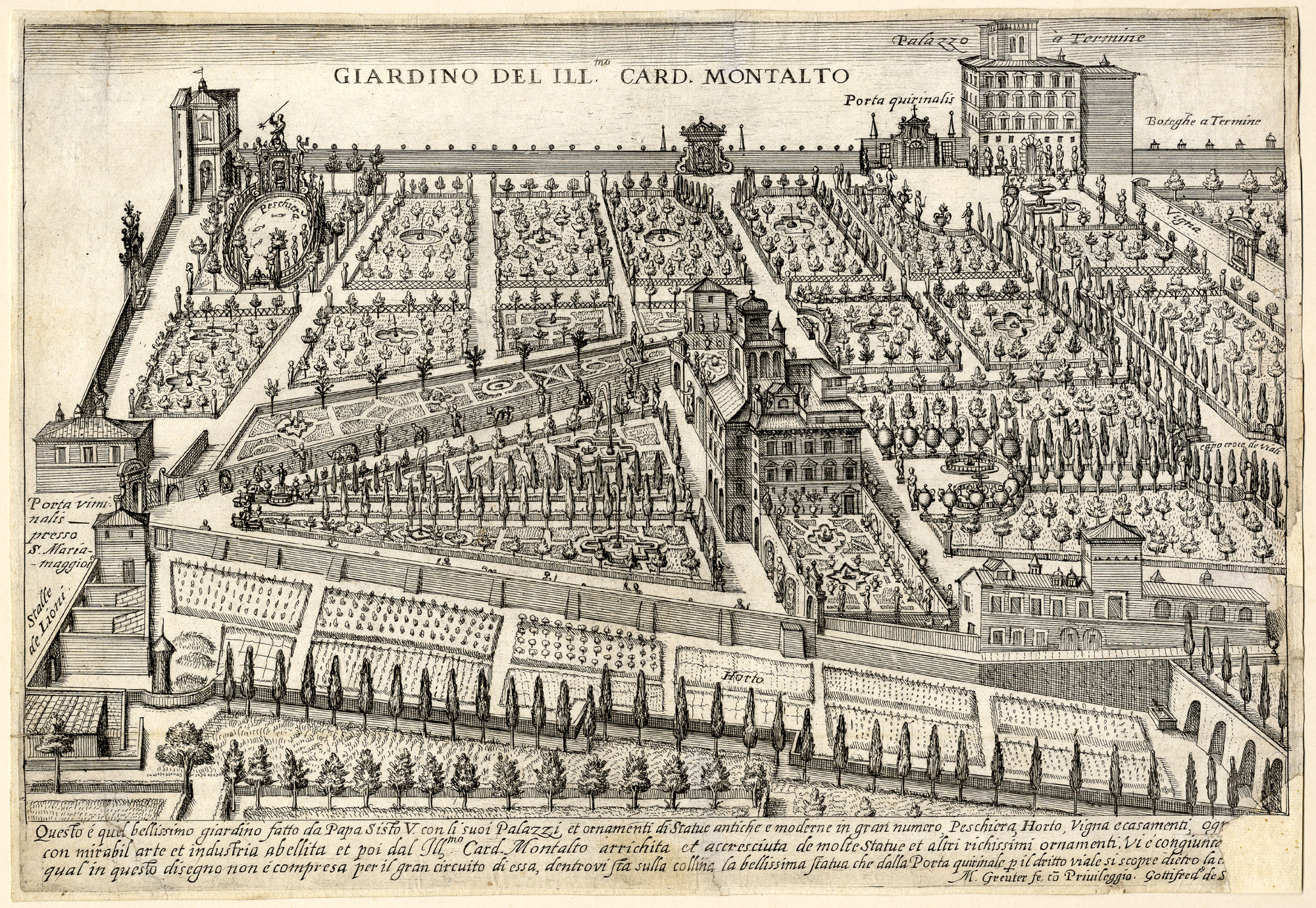
La villa Montalto: in alto a destra è il palazzo alle Terme, al centro è il casino Felice, mentre in alto a sinistra è la Peschiera con la statua del Nettuno e Tritone di Bernini

Un gruppo di 40 sculture antiche della villa furono acquistate sul finire del secolo e i primi dell'Ottocento da papa Pio VI Braschi e Pio VII per arricchire le raccolte dei Musei Vaticani e, contestualmente, per arginare lo spoglio di Roma dei suoi patrimoni artistici. Tra questi vi erano due Statue di consoli, il Menandro seduto, l'Auriga, l'Hermes Ingenui, il Putto che accarezza un'anatra, un Bassorilievo con due fauni, un Ermafrodito, una Minerva armata e un Gruppo di Mitra.

#### La demolizione della villa Montalto (1863-1888)
Nel 1836 l'ultimo proprietario della villa, il principe Vittorio Massimo, registra ed elenca nel dettaglio lo stato dell'arte della collezione presente nell'edificio, dove rimangono superstiti solo alcuni pezzi dell'antica collezione Peretti. Nella seconda metà del XIX secolo viene stabilita la demolizione del palazzo alle Terme e del casino Felice (che oramai versava già da qualche anno in stato di totale abbandono e spoglio di qualsiasi opera d'arte) per far posto alla costruenda stazione Termini, cosa che si concretizza tra il 1863 e il 1888, portando alla dispersione anche della parte residuale di collezione rimasta in loco. Alcuni affreschi della sala Grande del palazzo furono salvati e ricollocati in parte nell'Istituto Massimo all'Eur e in parte nel palazzo Ricci in via Giulia.
Nel 1996 rinviene in un'asta privata il cosiddetto Album Montalto, intitolato ufficialmente "Disegni originali di Andrea Sacchi", gruppo di disegni ritraenti la collezione d'antichità che cardinal Alessandro teneva nella villa sull'Esquilino, che però secondo la critica recente è da ricondurre nell'esecuzione ai pittori Giovanni Angelo Canini e/o Giovanni Battista Ruggeri.

## Elenco delle opere (non completo)

### Antichità

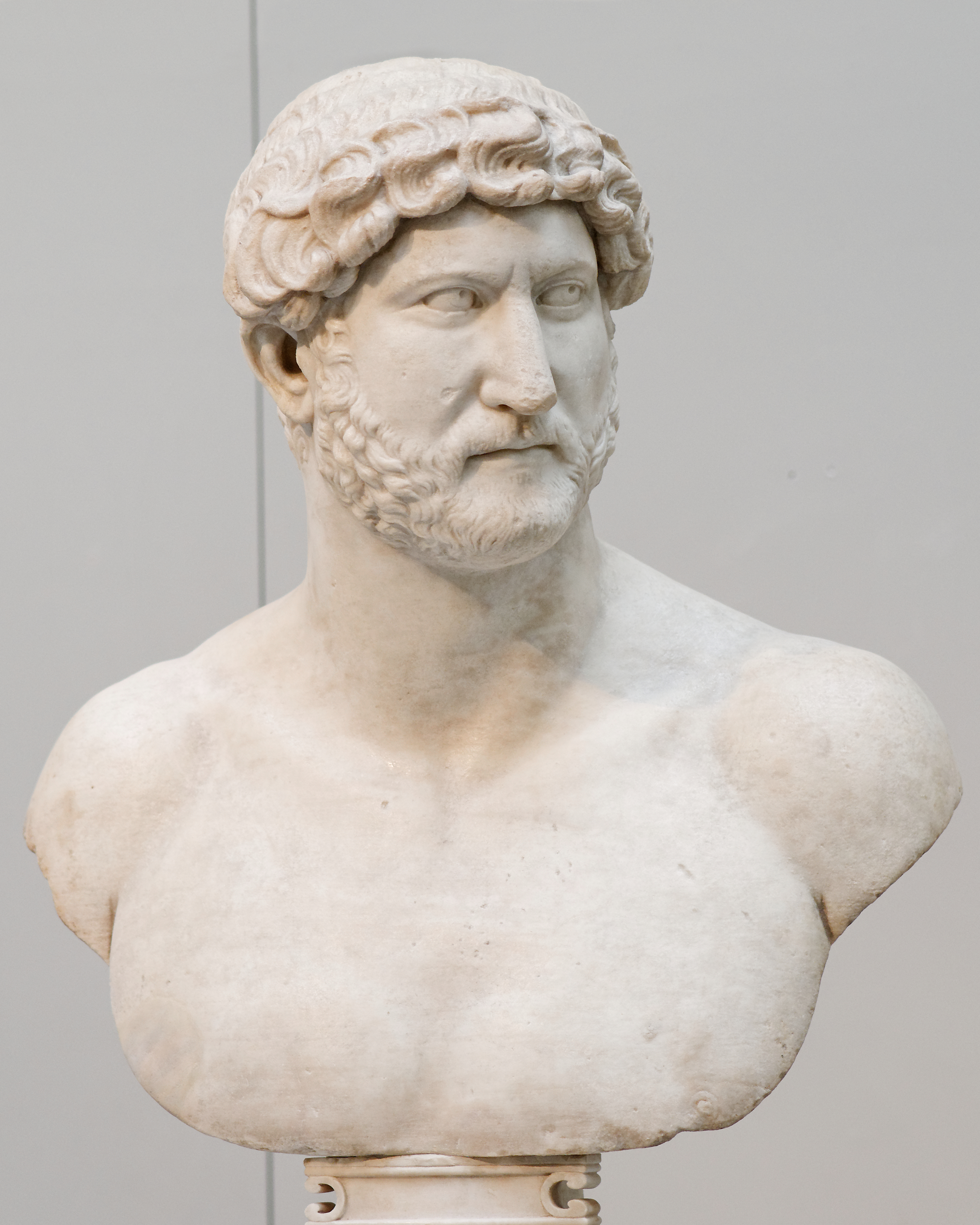
Busto di Adriano, British Museum, Londra

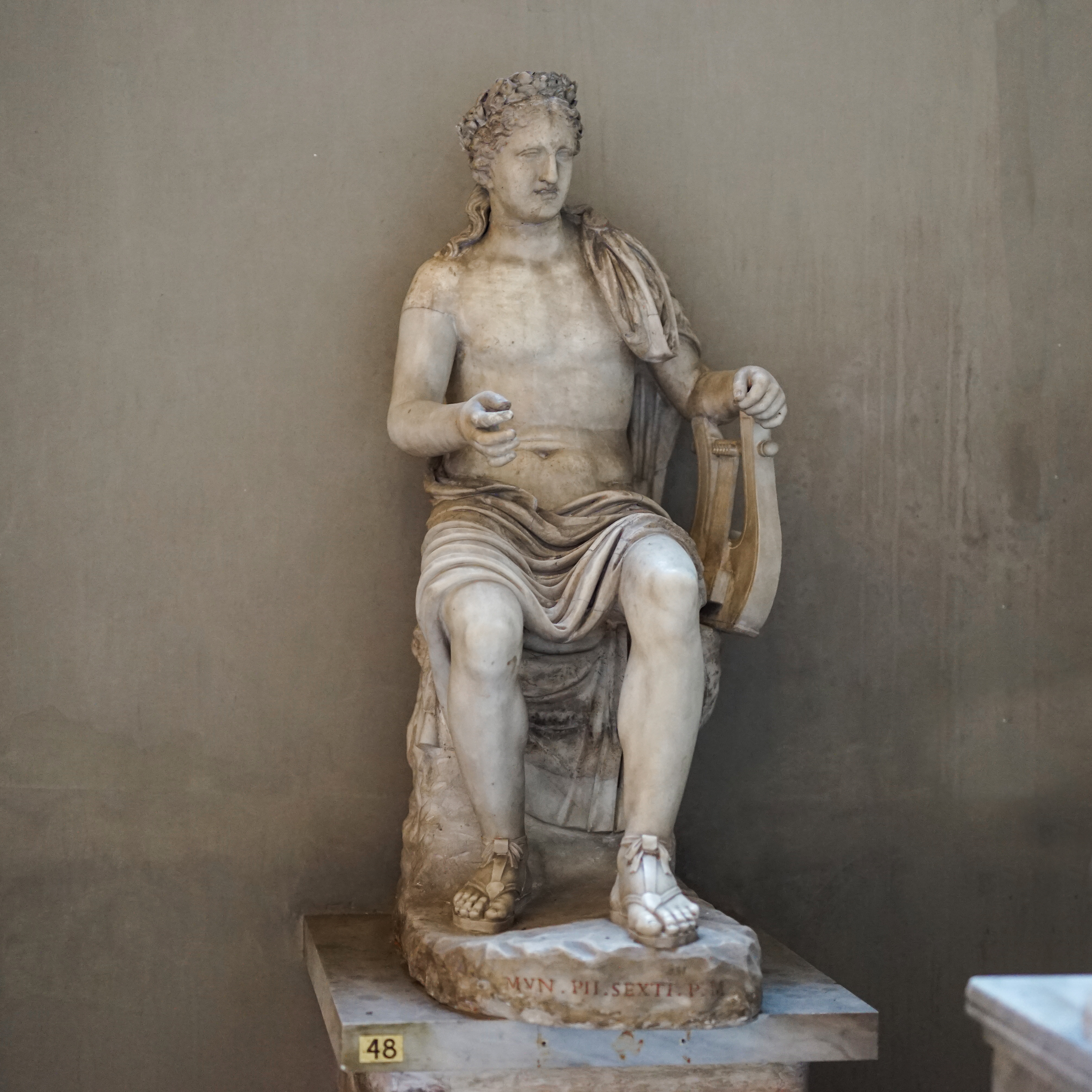
Statua di Apollo citaredo seduto (cd. Nerone), Musei Vaticani, Città del Vaticano

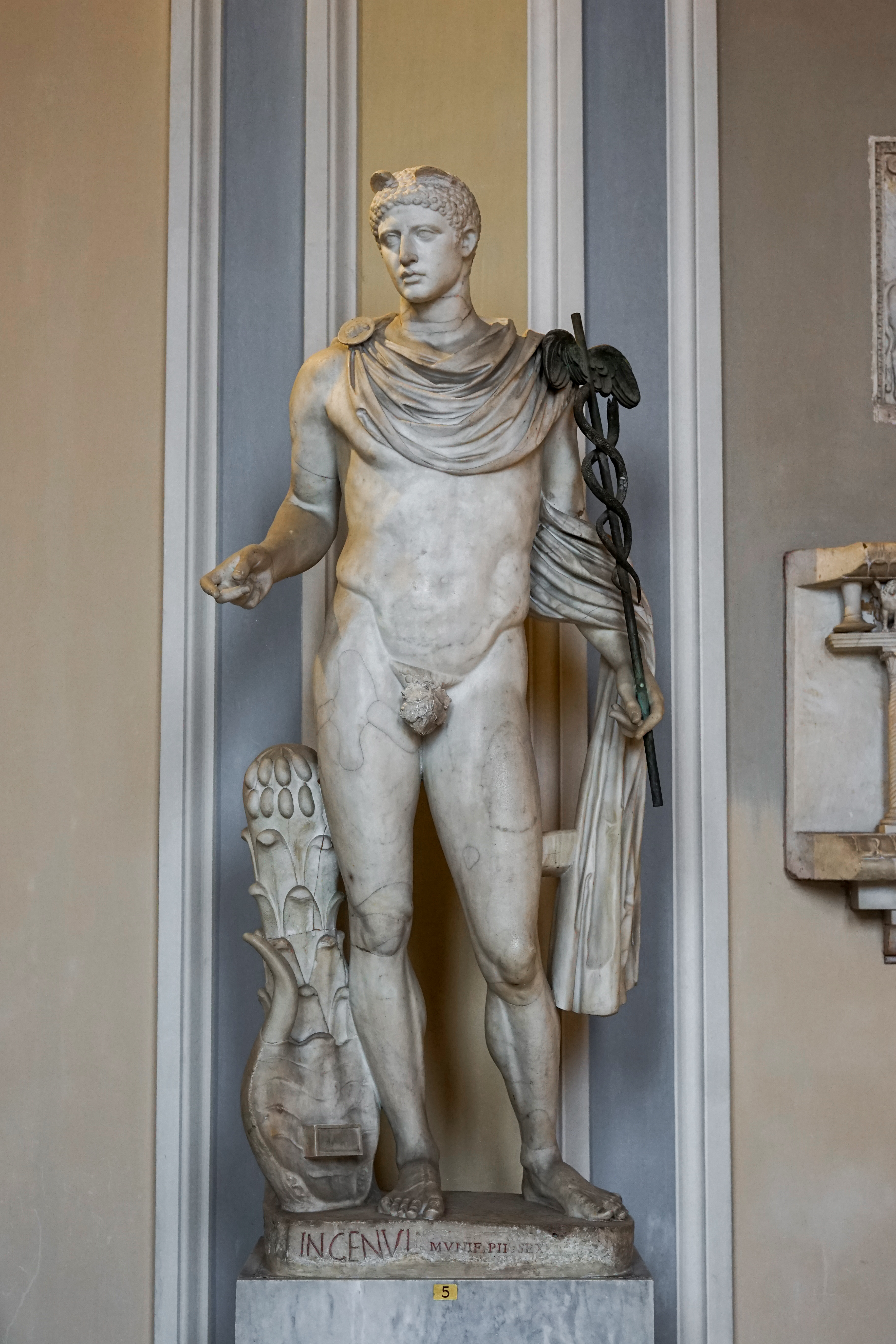
Hermes Ingenui, Musei Vaticani, Città del Vaticano

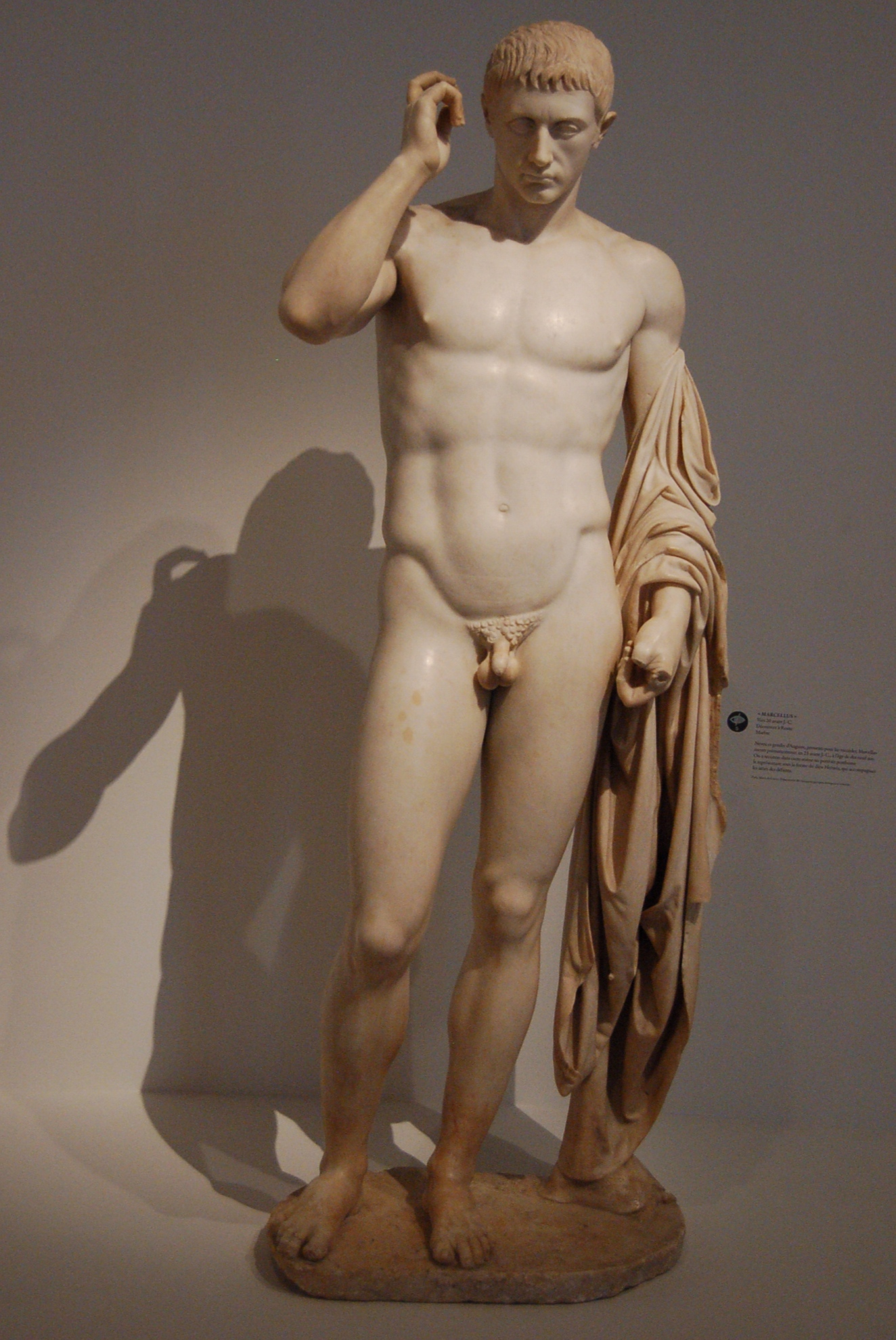
Statua virile (cd. di Marco Claudio Marcello), Museo del Louvre, Parigi

- Ara con iscrizione sacra dedicata al Sole Invitto (Mitra), Musei Vaticani, Città del Vaticano
- Ara ossario con iscrizione, Musei Vaticani, Città del Vaticano
- Basamento con rilievi sulla visita a Ikarios, Musei Vaticani, Città del Vaticano
- Base a pianta mistilinea con dedica alla Concordia della corporazione dei doratori, Musei Vaticani, Città del Vaticano
- Busto di Adriano, British Museum, Londra
- Busto di donna rappresentata come personificazione dell'Africa, Musei Vaticani, Città del Vaticano
- Colonna con gruppo di tre figure femminili (Horai o Ecate?), Musei Vaticani, Città del Vaticano
- Cupido, Skulpturensammlung, Dresda (confluito nel 1662 nella collezione Chigi per la vendita al cardinale Flavio)
- Diana, Skulpturensammlung, Dresda (confluito nel 1662 nella collezione Chigi per la vendita al cardinale Flavio)
- Erma con il ritratto di Socrate, Musei Vaticani, Città del Vaticano
- Erma con mantello e con iscrizione sepolcrale di Zenon di Afrodisia, Musei Vaticani, Città del Vaticano
- Erma di Eubuleus con iscrizione (frammento), Musei Vaticani, Città del Vaticano
- Fronte di sarcofago a colonne con porta dell'Ade, Musei Vaticani, Città del Vaticano
- Fronte di sarcofago con la visita di Dioniso a Icario, Musei Vaticani, Città del Vaticano
- Fronte resecata di arula con iscrizione sepolcrale di Faustina, Musei Vaticani, Città del Vaticano
- Fronte resecata di urna cineraria con iscrizione sepolcrale, Musei Vaticani, Città del Vaticano
- Giunone su nuvola, Skulpturensammlung, Dresda (confluito nel 1662 nella collezione Chigi per la vendita al cardinale Flavio)
- Gladiatore, Skulpturensammlung, Dresda (confluito nel 1662 nella collezione Chigi per la vendita al cardinale Flavio)
- Gruppo con Mitra ed il toro, Musei Vaticani, Città del Vaticano
- Gruppo con nereide su di un cavallo marino (x2), Musei Vaticani, Città del Vaticano
- Lastra (forse dalla fronte di un sarcofago), Musei Vaticani, Città del Vaticano
- Lastra con copia moderna dell'iscrizione del sepolcro, Musei Vaticani, Città del Vaticano
- Lastra con iscrizione della tomba di Gaudentia, Musei Vaticani, Città del Vaticano
- Lastra con iscrizione principale (titulus maior), Musei Vaticani, Città del Vaticano
- Lastra con iscrizione sepolcrale di Claudius Cylo, Musei Vaticani, Città del Vaticano
- Lastra con iscrizione sepolcrale di Cnaeus Annaeus Euhemerus, Musei Vaticani, Città del Vaticano
- Lastra con iscrizione sepolcrale di Lucius Sabidius Placidus, Musei Vaticani, Città del Vaticano
- Lastra con iscrizione sepolcrale di Simplicius, Musei Vaticani, Città del Vaticano
- Lastra con iscrizione sepolcrale posta da Quintus Timinius Hermeros, Musei Vaticani, Città del Vaticano
- Lastra di colombario con iscrizione sepolcrale di Chrestus, Musei Vaticani, Città del Vaticano
- Lastrina di colombario, Musei Vaticani, Città del Vaticano
- Lato di grande sarcofago con tre donne rappresentate come Muse, Musei Vaticani, Città del Vaticano
- Lato di sarcofago a lenos con due eroti ai lati di un cratere, Musei Vaticani, Città del Vaticano
- Medaglione con testa di Druso minore, Schloß, Berlino
- Medaglione con testa di Lucilla, Schloß, Berlino
- Parte di un'erma di Eubuleus con iscrizione, Musei Vaticani, Città del Vaticano
- Ritratto di Antonino Pio come Arvale, Museo del Louvre, Parigi
- Ritratto di Lucio Vero come Arvale, Museo del Louvre, Parigi
- Sfinge con testa di vacca sotto una zampa, Musei Vaticani, Città del Vaticano
- Statua di "Hermes Ingenui", Musei Vaticani, Città del Vaticano
- Statua di Apollo citaredo seduto (cd. Nerone), Musei Vaticani, Città del Vaticano
- Statua di Apollo citaredo vestito di chitone e mantello, Musei Vaticani, Città del Vaticano
- Statua di Apollo citaredo vestito di chitone lungo, Musei Vaticani, Città del Vaticano
- Statua di Auriga, Musei Vaticani, Città del Vaticano
- Statua di Cariatide, Musei Vaticani, Città del Vaticano
- Statua di Cincinnato, British Museum, Londra
- Statua di Efebo, Nelson Atkins Museum of Art, Kansas City
- Statua di Ermafrodito, Musei Vaticani, Città del Vaticano
- Statua di Germanico, Musei Vaticani, Città del Vaticano
- Statua di Iside seduta, Museo Nazionale, Stoccolma
- Statua di Menandro seduto, Musei Vaticani, Città del Vaticano
- Statua di Minerva armata, Musei Vaticani, Città del Vaticano
- Statua di Posidippo, Musei Vaticani, Città del Vaticano
- Statua di un putto che accarezza un'anatra, Musei Vaticani, Città del Vaticano
- Statua di Roma colossale, Castello Massimo, Arsoli
- Statua di Sileno, Musei Vaticani, Città del Vaticano
- Statua di Silvano, Staatliche Museen, Berlino
- Statua virile (cd. di Marco Claudio Marcello), Museo del Louvre, Parigi
- Testa detta di "Otone", Musei Vaticani, Città del Vaticano
- Testa di Nerone, Marmorpalais, Potsdam
- Trapezoforo con due grifi e due satiri, Musei Vaticani, Città del Vaticano
- Vasca ovale con 4 maniglie ad anello e testa di Medusa, Musei Vaticani, Città del Vaticano
- Vecchia ubriaca, Glyptothek, Monaco di Baviera (già nel palazzo di San Lorenzo in Lucina, poi confluito nella collezione Ottoboni)
- Vestale, Skulpturensammlung, Dresda (confluito nel 1662 nella collezione Chigi per la vendita al cardinale Flavio)

### Sculture

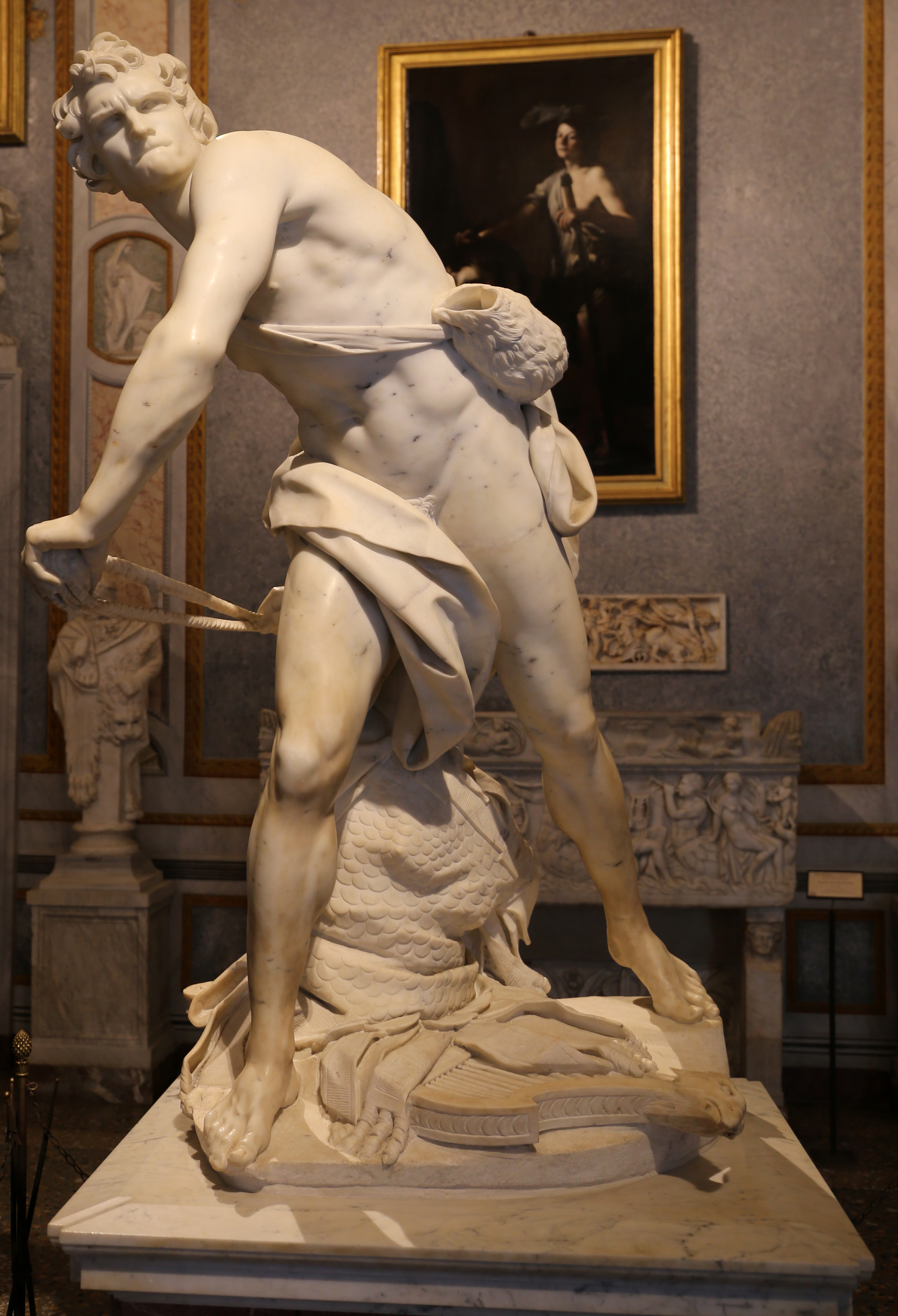
Gian Lorenzo Bernini, David, Galleria Borghese, Roma

- Alessandro Algardi, Bassorilievo con figure allegoriche e simboli araldici del cardinal Francesco Peretti, terracotta, Museo di palazzo Braschi, Roma
- Gian Lorenzo Bernini, Busto del cardinale Alessandro Damasceni Peretti, marmo, Hamburger Kunsthalle, Amburgo
- Gian Lorenzo Bernini, David, marmo, Galleria Borghese, Roma (opera commissionata da Alessandro che però non entrerà realmente nella collezione poiché alla morte del cardinale nel 1623, la commessa, che da lì a breve dsarà conclusa, fu prelevata da Scipione Borghese e giunse quindi nella collezione di famiglia)
- Gian Lorenzo Bernini, Nettuno e Tritone, marmo, Victoria and Albert Museum, Londra
- Giuliano Finelli, Busto del cardinale Alessandro Damasceni Peretti, marmo, Bode Museum, Berlino
- Giuliano Finelli, Busto di Michele Damasceni Peretti, marmo, Bode Museum, Berlino
- Taddeo Landini, Busto di Sisto V,  bronzo, Bode Museum, Berlino
- Antonio Susini, Leone che azzanna un cavallo, bronzo e ebano, Galleria nazionale d'arte antica di palazzo Corsini, Roma
- Antonio Susini, Leone che azzanna un toro, bronzo e ebano, Galleria nazionale d'arte antica di palazzo Corsini, Roma
- Sebastiano Torrigiani, Busto di Sisto V, bronzo, Victoria and Albert Museum, Londra

### Dipinti

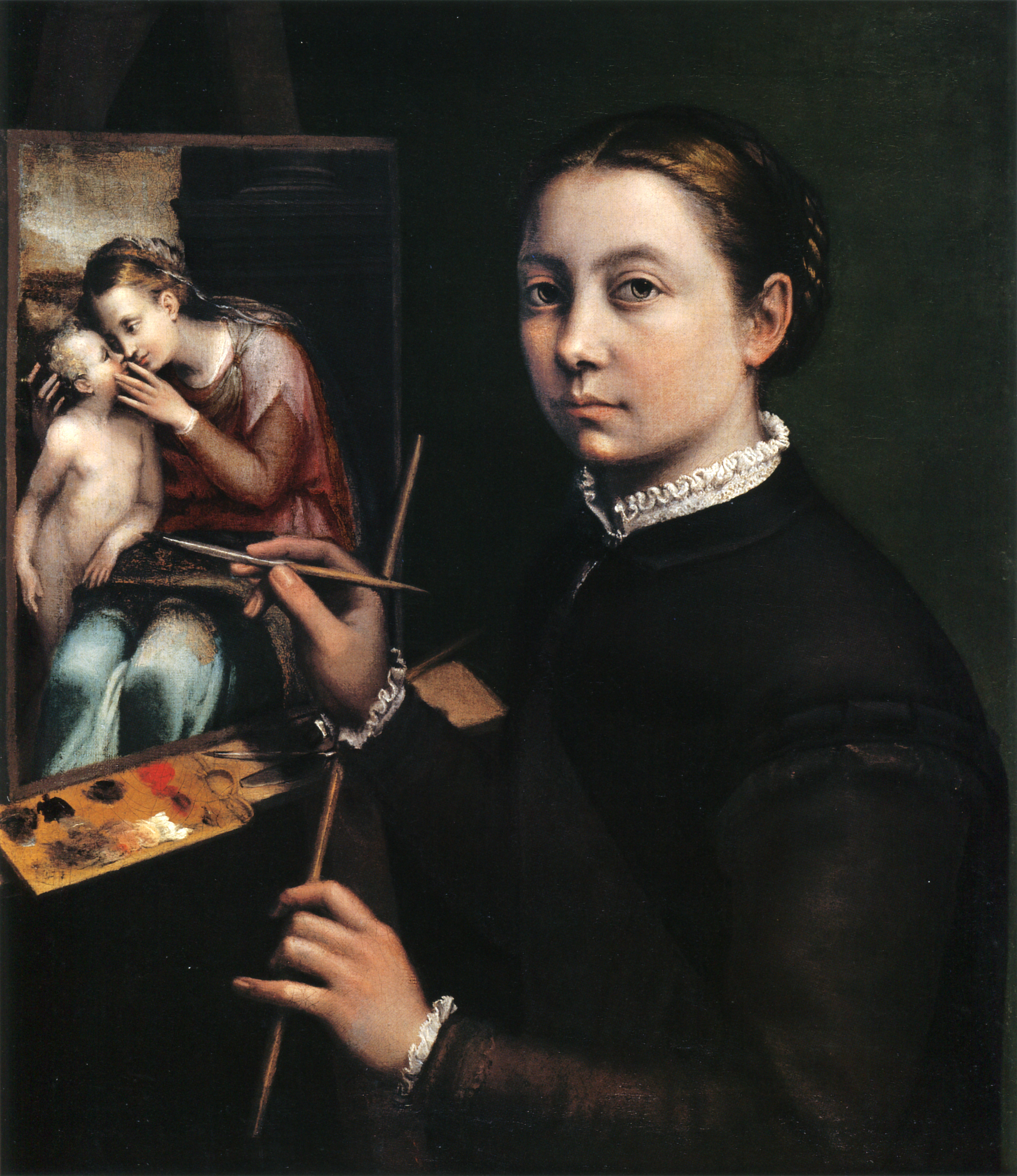
Sofonisba Anguissola, Autoritratto al cavalletto, Castello di Łańcut

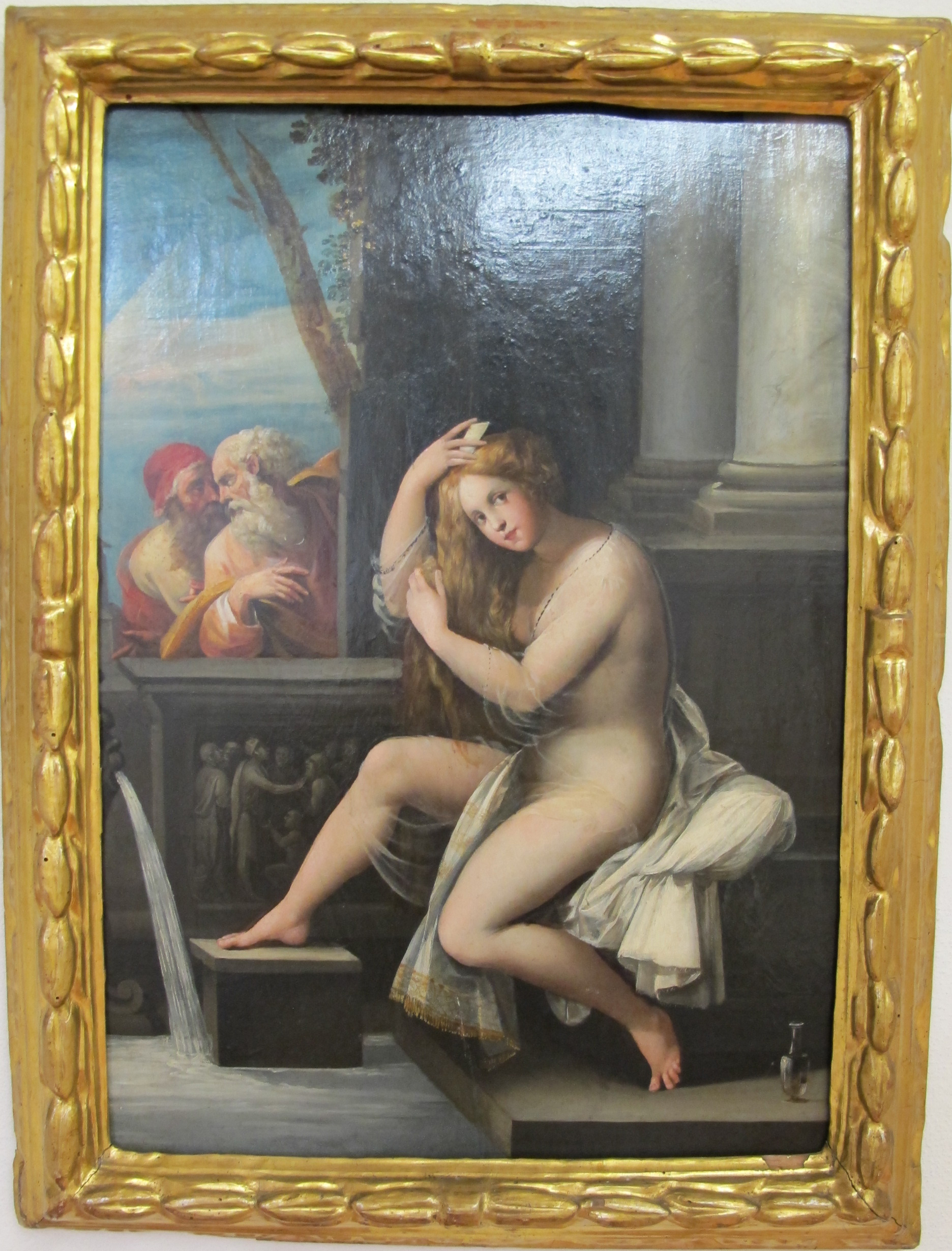
Cavalier d'Arpino, Susanna e i vecchioni, Pinacoteca nazionale, Siena

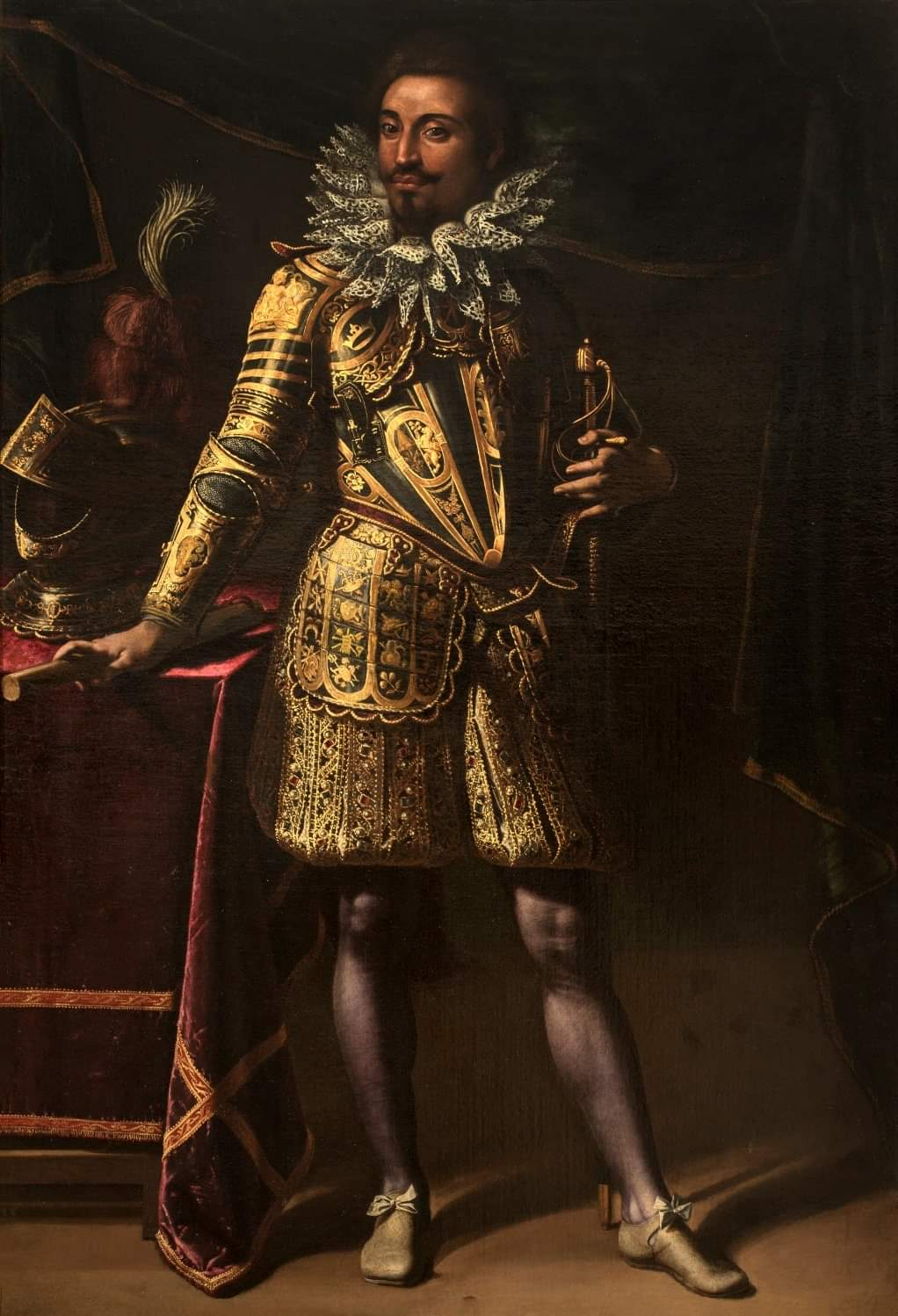
Pietro Fachetti, Ritratto di Michele Peretti, Galleria Corsini, Roma

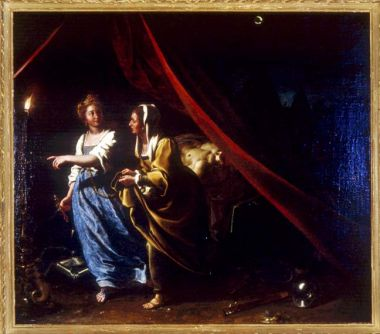
Antiveduto Grammatica, Giuditta e la fantesca, University Art Museum, Indiana

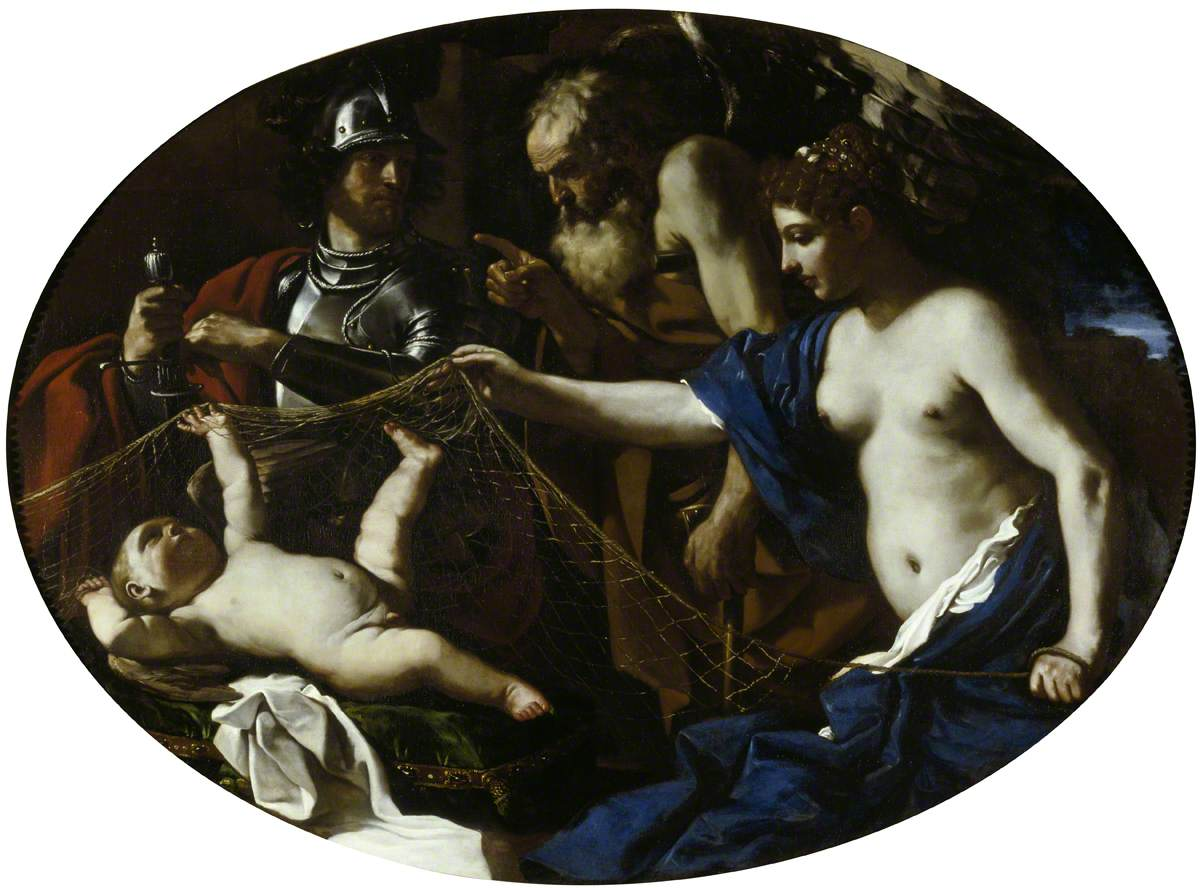
Guercino, Marte, Venere e Amore, Dunham Massey, Altrincham

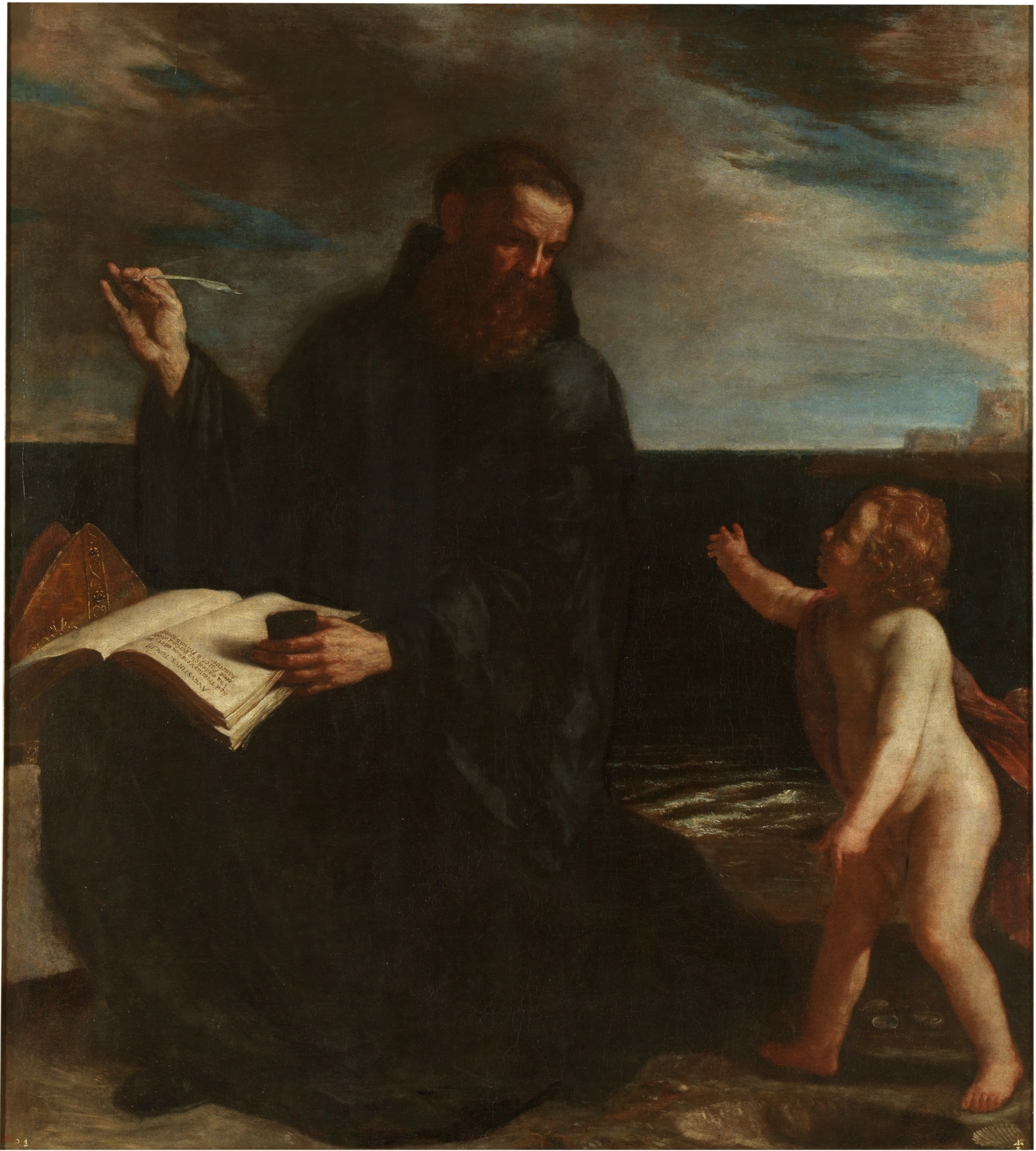
Guercino, Sant’Agostino che medita sul mistero della Trinità, Museo del Prado, Madrid

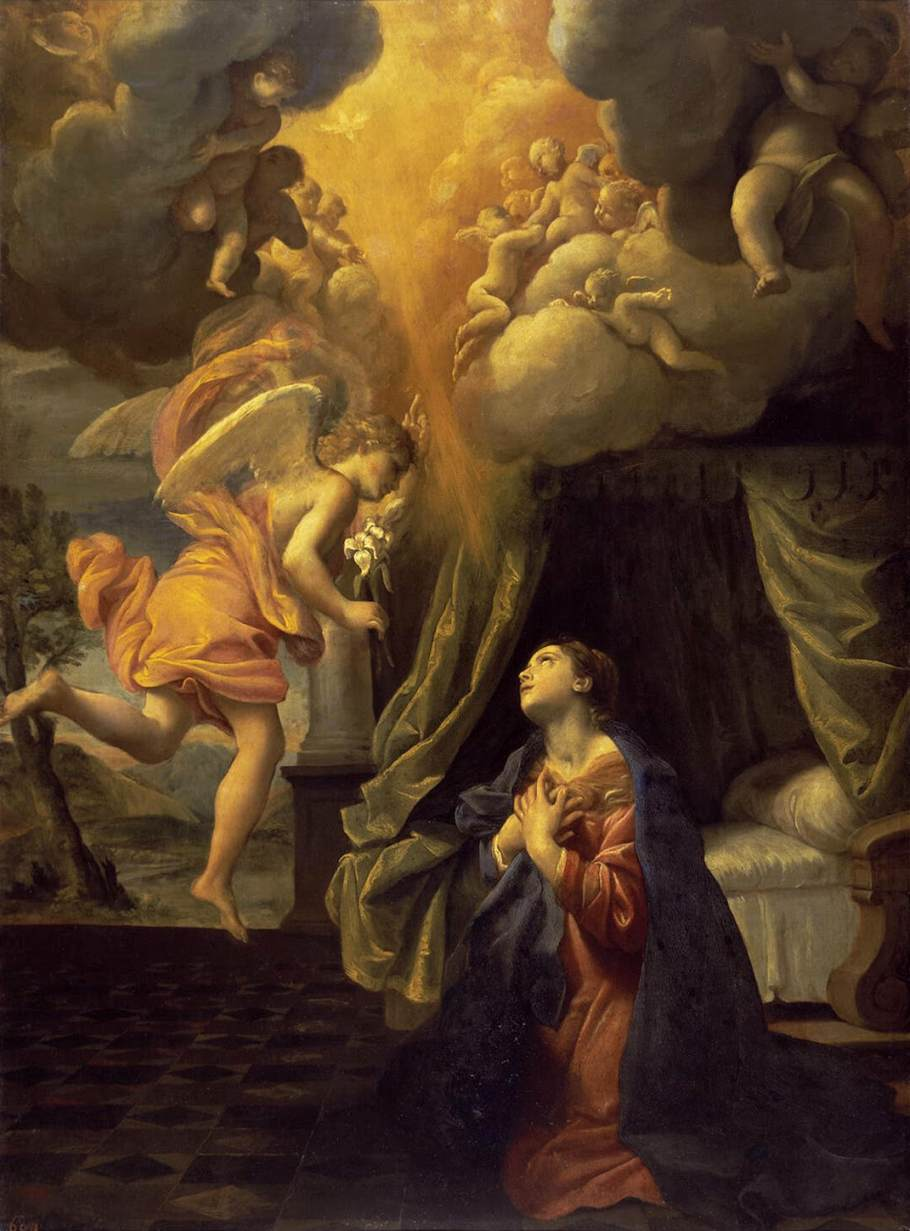
Giovanni Lanfranco, Annunciazione, Museo dell'Ermitage, San Pietroburgo

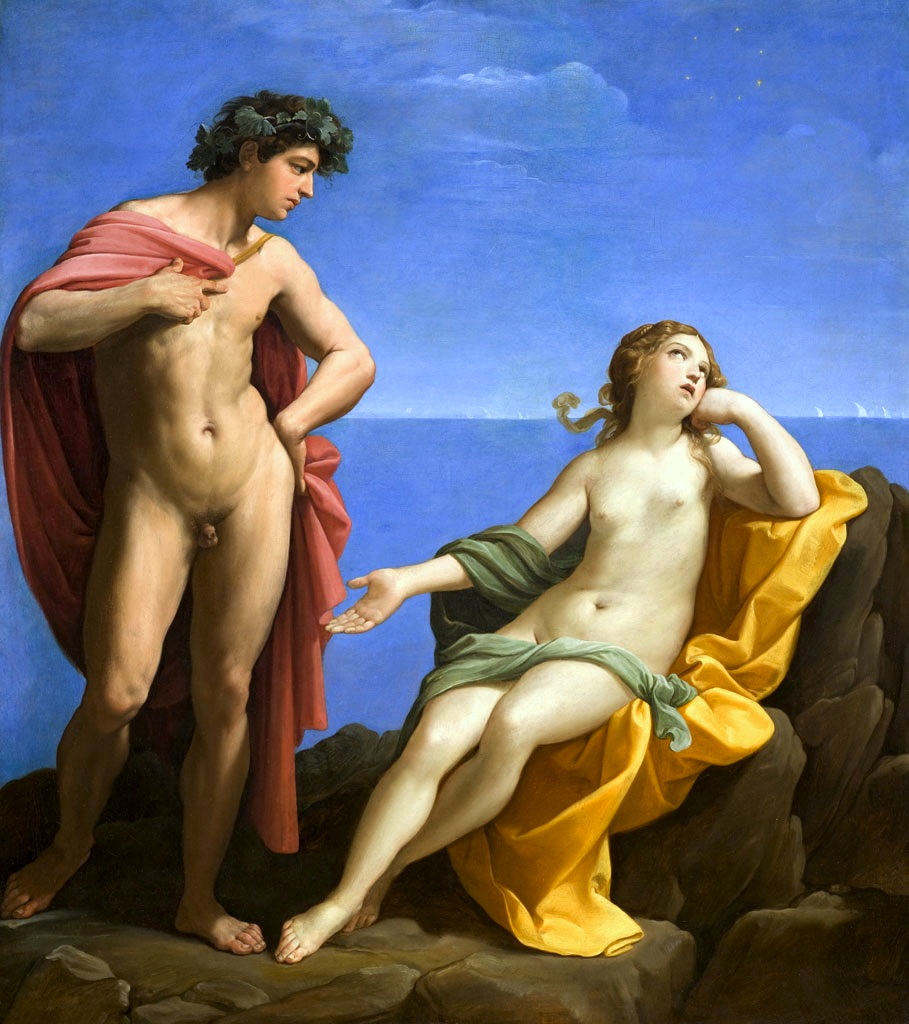
Guido Reni, Bacco e Arianna, County Museum of Art, Los Angeles

- Francesco Albani, Alessandro medicato da Filippo, serie del ciclo con Storie di Alessandro Magno, collezione Doria, Genova
- Francesco Albani, Battesimo di Cristo, non rintracciato
- Francesco Albani, Ratto di Europa, collezione Patrizi Montoro, Roma (confluito nel 1661 nella collezione Chigi Montoro)
- Francesco Albani, Ratto di Proserpina, non rintracciato
- Alessandro Allori, Madonna col Bambino, angeli, san Francesco d'Assisi e santa Lucia, National Museums and Galleries of Wales, Cardiff (donato da Ferdinando de' Medici all'allora cardinale Felice Peretti nel 1583)
- Anonimo, Ritratto del cardinale Alessandro Peretti Montalto, Fondazione Ospedale Maggiore, Milano (in custodia della Provincia)
- Anonimo, Ritratto di Flavia Peretti, collezione privata
- Sofonisba Anguissola, Autoritratto al cavalletto, Muzeum Zamek, Lancut
- Sisto Badalocchio, Adorazione dei pastori, collezione Patrizi Montoro, Roma (confluito nel 1661 nella collezione Chigi Montoro)
- Sisto Badalocchio, Deposizione, collezione Patrizi Montoro, Roma (confluito nel 1661 nella collezione Chigi Montoro)
- Sisto Badalocchio, Alessandro e Taxileis, serie del ciclo con Storie di Alessandro Magno, Galleria Fondantico, Bologna
- Giovanni Baglione, Alessandro e Parmenione, serie del ciclo con Storie di Alessandro Magno, collezione Doria, Genova
- Giovanni Baglione, Cristo con il mondo, non rintracciato
- Giovanni Baglione, Galatea e Polifemo, non rintracciato
- Giovanni Baglione, Lot e le figlie, non rintracciato
- Giovanni Baglione, San Giovanni Battista, Pinacotheque Nationale et Musée Alexandre Soutzos, Atene
- Federico Barocci, Chiamata di san Pietro, non rintracciato
- Federico Barocci, Cristo e la Samaritana, non rintracciato
- Bassano, Annuncio ai pastori, non rintracciato
- Bassano, Storia di Giacobbe, non rintracciato
- Paul Bril, Burrasca di mare, collezione Patrizi Montoro, Roma (confluito nel 1661 nella collezione Chigi Montoro)
- Paul Bril, Creazione, non rintracciato
- Paul Bril, Marina grande, collezione Patrizi Montoro, Roma (confluito nel 1661 nella collezione Chigi Montoro)
- Paul Bril, Marina con Cristo che salva Pietro dalle acque, collezione Patrizi Montoro, Roma (confluito nel 1661 nella collezione Chigi Montoro)
- Paul Bril, Marina con pescatori che tirano le reti, collezione Patrizi Montoro, Roma (confluito nel 1661 nella collezione Chigi Montoro)
- Paul Bril, Paesaggi, non rintracciato
- Paul Bril, Veduta del colle capitolino con figure, collezione Patrizi Montoro, Roma (confluito nel 1661 nella collezione Chigi Montoro)
- Luca Cambiaso, Susanna e i vecchioni, non rintracciato
- Luca Cambiaso, Venere e Adone, non rintracciato
- Luca Cambiaso, Venere e Cupido, collezione privata, Genova
- Giovanni Angelo Canini e/o Giovanni Battista Ruggeri, e/o Andrea Sacchi, Album Montalto, collezione privata (insieme di disegni ritraenti alcuni pezzi della collezione d'antichità Peretti)
- Antonio Carracci, Alessandro e Poro, serie del ciclo con Storie di Alessandro Magno, collezione Doria, Genova
- Il Cigoli, Sogno di Giacobbe, Burghley House, Stamford (confluito nel 1712 nella collezione Giustiniani per lascito di Caterina Giustiniani Savelli)
- Caravaggio (copia da), Incredulità di san Tommaso, non rintracciato (confluito nel 1712 nella collezione Giustiniani per lascito di Caterina Giustiniani Savelli)
- Annibale Carracci, Madonna Montalto, National Gallery, Londra
- Annibale Carracci, San Francesco, non rintracciato
- Cavalier d'Arpino, Angelo, non rintracciato
- Cavalier d'Arpino, Decorazione con elementi araldici della famiglia Peretti (verso), Pinacoteca del Castello Sforzesco, Milano
- Cavalier d'Arpino, Deposizione e Cristo portacroce, non rintracciato
- Cavalier d'Arpino, Deposizione, non rintracciato
- Cavalier d'Arpino, Diana e Atteone (recto), Pinacoteca del Castello Sforzesco, Milano
- Cavalier d'Arpino, Ecce Homo, non rintracciato
- Cavalier d'Arpino, Matrimonio mistico di Santa Caterina, non rintracciato
- Cavalier d'Arpino, Resurrezione di Lazzaro, Galleria Corsini, Roma (Venduto a Rubei nel 1712 circa, finì poi nella collezione di Niccolò Del Giudice e poi in collezione Corsini)
- Cavalier d'Arpino, San Michele Arcangelo, collezione della Cassa di Risparmo di Genova, Genova
- Cavalier d'Arpino, Susanna e i vecchioni, Pinacoteca nazionale, Siena
- Il Civetta, Paesaggi, non rintracciato
- Domenichino, Alessandro e Timoclea, serie del ciclo con Storie di Alessandro Magno, Museo del Louvre, Parigi
- Domenichino, Paesaggio con la fuga delle ninfe, collezione Patrizi Montoro, Roma (confluito nel 1661 nella collezione Chigi Montoro)
- Pietro Fachetti, Domenico Fontana consegna a Sisto V la pianta della Biblioteca Vaticana, Musei Vaticani, Città del Vaticano
- Pietro Fachetti, Ritratto di Michele Peretti, Galleria Corsini, Roma
- Lavinia Fontana, Ballo di putti, non rintracciato
- Lavinia Fontana, Venere, non rintracciato
- Antiveduto Grammatica, Adamo ed Eva, non rintracciato
- Antiveduto Grammatica, Alessandro incontra Dario morente, serie del ciclo con Storie di Alessandro Magno, non rintracciato
- Antiveduto Grammatica, Creazione del mondo, non rintracciato
- Antiveduto Grammatica, Ercole che fila, non rintracciato
- Antiveduto Grammatica, Giuditta e la fantesca, University Art Museum, Indiana
- Antiveduto Grammatica, Ratto delle Sabine, non rintracciato
- Antiveduto Grammatica, Ratto di Europa, non rintracciato
- Antiveduto Grammatica, Ritrovamento di Mosè, University Art Museum, Indiana
- Antiveduto Grammatica, San Sebastiano, non rintracciato
- Antiveduto Grammatica, Venere con tre amorini, collezione privata
- Guercino, Marte, Venere e Amore, Dunham Massey, Altrincham
- Guercino, Sant’Agostino che medita sul mistero della Trinità, Museo del Prado, Madrid
- Giovanni Lanfranco, Alessandro e il medico Filippo, serie del ciclo con Storie di Alessandro Magno, Fondazione Pietro Manodori, Reggio Emilia
- Giovanni Lanfranco, Alessandro Magno rifiuta l'acqua da bere offertagli da un soldato, serie del ciclo con Storie di Alessandro Magno, Fondazione Pietro Manodori, Reggio Emilia
- Giovanni Lanfranco, Annunciazione, Museo dell'Ermitage, San Pietroburgo
- Giovanni Lanfranco, Assunzione della Maddalena, Museo Pushkin, Mosca
- Giovanni Lanfranco, Galatea, non rintracciato
- Giovanni Lanfranco, Giuda e Tamar, Galleria Corsini, Roma
- Giovanni Lanfranco, Putti e satiro, non rintracciato
- Ottavio Leoni, Ritratto di Anna Maria Cesi, Galleria nazionale d'arte antica di palazzo Corsini, Roma
- L'Orbetto, Deposizione, non rintracciato
- Sebastiano del Piombo, Cristo portacroce, non rintracciato
- Parmigianino, Annunziata, non rintracciato
- Girolamo Muziano, Resurrezione di Lazzaro, non rintracciato
- Muzio Napolitano [?], Paesaggi con marine, non rintracciato
- Jacopo Palma il Giovane, Tarquinio e Lucrezia, non rintracciato
- Pomarancio (attribuito), Storie di Alessandro Magno, non rintracciato
- Pomarancio, Storie di Alessandro Magno, non rintracciato
- Pomarancio, Susanna, non rintracciato
- Il Pordenone, Natività, non rintracciato
- Guido Reni, Bacco e Arianna, County Museum of Art, Los Angeles (già nel palazzo di San Lorenzo in Lucina, poi confluito nella collezione Ottoboni)
- Guido Reni (copia da), San Sebastiano, non rintracciato[23]
- Giulio Romano, Madonna col Bambino, non rintracciato
- Francesco Salviati, Allegoria del freno della vita umana, non rintracciato
- Antonio Tanari, Natura morta, non rintracciato
- Antonio Tempesta, Adorazione dei Magi, non rintracciato
- Antonio Tempesta, Alessandro che doma Bucefalo, serie del ciclo con Storie di Alessandro Magno, non rintracciato
- Antonio Tempesta, Alessandro uccide il leone selvaggio, serie del ciclo con Storie di Alessandro Magno, non rintracciato
- Antonio Tempesta, Battaglia di Orazio Coclide, collezione Patrizi Montoro, Roma (confluito nel 1661 nella collezione Chigi Montoro)
- Antonio Tempesta, Battaglia tra cristiani e musulmani, collezione Patrizi Montoro, Roma (confluito nel 1661 nella collezione Chigi Montoro)
- Antonio Tempesta, Caccia al cinghiale e al cervo, collezione Patrizi Montoro, Roma (confluito nel 1661 nella collezione Chigi Montoro)
- Antonio Tempesta, Caccia al leone e al leopardo, collezione Patrizi Montoro, Roma (confluito nel 1661 nella collezione Chigi Montoro)
- Antonio Tempesta, Conversione di San Paolo, collezione Patrizi Montoro, Roma (confluito nel 1661 nella collezione Chigi Montoro)
- Antonio Tempesta, Cristo al Calvario, non rintracciato
- Antonio Tempesta, Crocifissione, non rintracciato
- Terenzio Terenzi, Maddalena, non rintracciato
- Terenzio Terenzi, Susanna, non rintracciato
- Tiziano, Danae, Kunsthistorisches Museum, Vienna (acquistata per farne immediato dono nel 1600 all'imperatore Rodolfo II a Praga)
- Giorgio Vasari, Scorticamento di Marsia, non rintracciato
- Giovan Battista Viola, Evangelisti (x4), non rintracciato
- Giovan Battista Viola, Paesaggio montuoso con figure, collezione Patrizi Montoro, Roma (confluito nel 1661 nella collezione Chigi Montoro)
- Giovan Battista Viola, Veduta fantastica di Roma, collezione Patrizi Montoro, Roma (confluito nel 1661 nella collezione Chigi Montoro)
- Daniele da Volterra, Davide e Golia (fronte-recto), Museo del Louvre, Parigi  (Venduto a Rubei nel 1712 circa, finì poi nella collezione di Niccolò Del Giudice e poi in nal 1715 entro le collezioni di Luigi XIV)
- Daniele da Volterra, Davide e Golia (recto), Galleria nazionale d'arte antica di palazzo Barberini, Roma
- Federico Zuccari, Calunnia di Apelle, non rintracciato

## Albero genealogico degli eredi della collezione
Segue un sommario albero genealogico degli eredi della collezione Peretti, dove sono evidenziati in grassetto gli esponenti della famiglia che hanno ereditato, custodito, o che comunque sono risultati influenti nelle dinamiche inerenti alla collezione d'arte. Per semplicità il cognome Peretti viene abbreviato a "P.".
|                                                                                         |                                                                                         | | | | | | |
|                                                                                         |                                                                                         | | | Francesco Piergentile "de Monte Alto" detto Peretto (?-1554) (sposato con Mariana Ricucci di Frontillo) | | | |
|                                                                                         |                                                                                         | | | | | | |
|                                                                                         |                                                                                         | | | | | | |
|                                                                                         |                                                                                         | Camilla P. (1519-1605) (sposò Giovanni Battista Mignucci) | Camilla P. (1519-1605) (sposò Giovanni Battista Mignucci) | Papa Sisto V (1521-1590) (nato Felice P.) | Papa Sisto V (1521-1590) (nato Felice P.) | Prospero P. (?-1561) (morì senza eredi)                                                                                      | Prospero P. (?-1561) (morì senza eredi)                                                                                      |
|                                                                                         |                                                                                         | | | | | | |
|                                                                                         |                                                                                         | | | | | | |
|                                                                                         | Francesco Mignucci P. (?-1583) (sposato con Vittoria Accoramboni, morì senza eredi)     | Francesco Mignucci P. (?-1583) (sposato con Vittoria Accoramboni, morì senza eredi) | Maria Felicita Mignucci P. (?-?) (sposò Fabio Damasceni, da cui ebbe seguito la linea Damasceni P.) | Maria Felicita Mignucci P. (?-?) (sposò Fabio Damasceni, da cui ebbe seguito la linea Damasceni P.) | | | |
|                                                                                         |                                                                                         | | | | | | |
|                                                                                         |                                                                                         | | | | | | |
| Alessandro Damasceni P. (1571-1623) (cardinal nipote, soprannominato cardinal Montalto) | Alessandro Damasceni P. (1571-1623) (cardinal nipote, soprannominato cardinal Montalto) | Michele Damasceni P. (1577-1631) (sposò in prime nozze Margherita Cavazzi della Somaglia e in seconde Anna Maria Cesi) | Michele Damasceni P. (1577-1631) (sposò in prime nozze Margherita Cavazzi della Somaglia e in seconde Anna Maria Cesi) | Flavia Damasceni P. (1574-1606) (sposò Virginio Orsini) | Flavia Damasceni P. (1574-1606) (sposò Virginio Orsini) | Felicita Orsina Damasceni P. (?-?) (sposò in prime nozze Marcantonio III Colonna e in seconde Muzio II Sforza di Caravaggio) | Felicita Orsina Damasceni P. (?-?) (sposò in prime nozze Marcantonio III Colonna e in seconde Muzio II Sforza di Caravaggio) |
|                                                                                         |                                                                                         | | | | | | |
|                                                                                         |                                                                                         | | | | | | |
| Camilla Damasceni P. (1596-1668) (fu monaca)                                            | Camilla Damasceni P. (1596-1668) (fu monaca)                                            | Francesco Damasceni P. (1595-1655) (cardinale, fu ultimo discendente del ramo familiare Damasceni P.; ereditò dal cugino di vari ogrado Andrea Baroni Peretti la sua collezione d'arte, che entrò quindi in quella originaria di Alessandro) | Francesco Damasceni P. (1595-1655) (cardinale, fu ultimo discendente del ramo familiare Damasceni P.; ereditò dal cugino di vari ogrado Andrea Baroni Peretti la sua collezione d'arte, che entrò quindi in quella originaria di Alessandro) | Maria Felicita Damasceni P. (1603-1656) (sposò Bernardino Savelli, dando seguito alla linea Savelli P.) | Maria Felicita Damasceni P. (1603-1656) (sposò Bernardino Savelli, dando seguito alla linea Savelli P.) | | |
|                                                                                         |                                                                                         | | | | | | |
|                                                                                         |                                                                                         | | | | | | |
|                                                                                         |                                                                                         | Paolo Savelli P. (1623-1685) (cardinale, fu intestatario della collezione P.; con lui si avviarono le prime vendite sistematiche di pezzi della collezione)                                                                                  | Paolo Savelli P. (1623-1685) (cardinale, fu intestatario della collezione P.; con lui si avviarono le prime vendite sistematiche di pezzi della collezione)                                                                                  | Giulio Savelli P. (1626-1712) (sposò in prime nozze Anna Aldobrandini, da cui ebbe un figlio, e Caterina Giustiniani in seconde nozze, da cui non ebbe prole; a causa dei dissesti finanziari familiari, procedette al definitivo smembramento della collezione P.) | Giulio Savelli P. (1626-1712) (sposò in prime nozze Anna Aldobrandini, da cui ebbe un figlio, e Caterina Giustiniani in seconde nozze, da cui non ebbe prole; a causa dei dissesti finanziari familiari, procedette al definitivo smembramento della collezione P.) | Margherita Savelli P. (?-?) (sposò Giuliano Cesarini)                                                                        | Margherita Savelli P. (?-?) (sposò Giuliano Cesarini)                                                                        |
|                                                                                         |                                                                                         | | | | | | |
|                                                                                         |                                                                                         | | | | | | |
|                                                                                         |                                                                                         | | | Bernardino Savelli P. (1653-1672) (sposato con Flaminia Pamphilj, prematuramente morto al padre, non ebbe figli, pertanto il casato si estinse) | | | |